# 截金

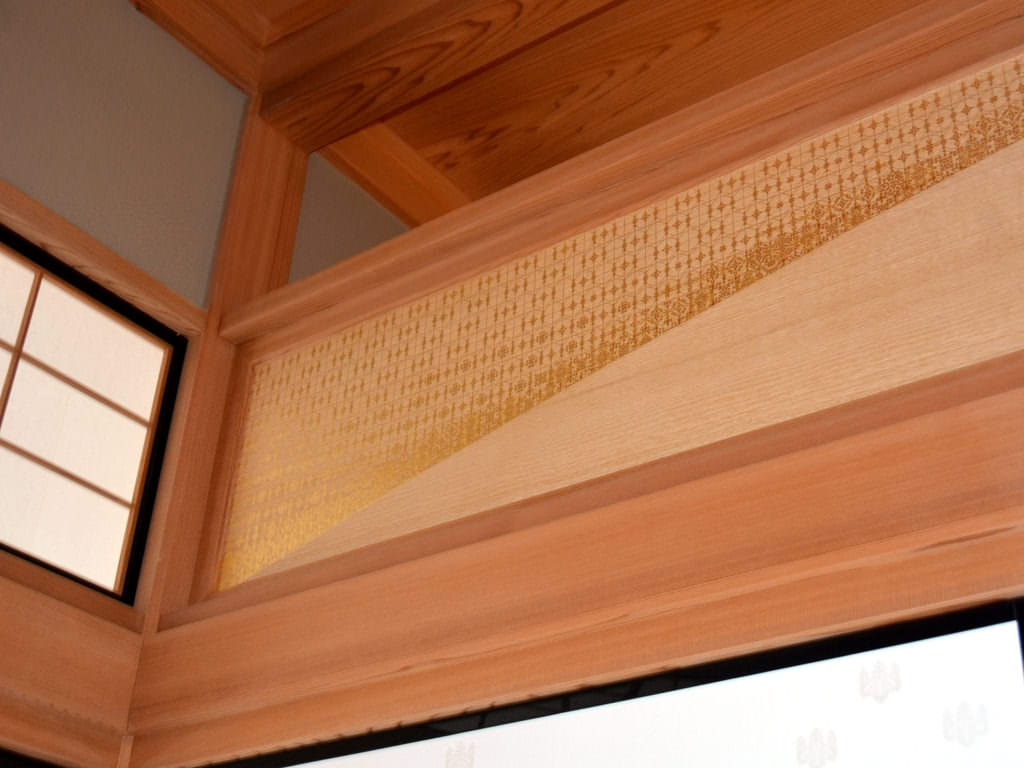
京都迎賓間　桐の間　截金欄間「日月」　江里佐代子作

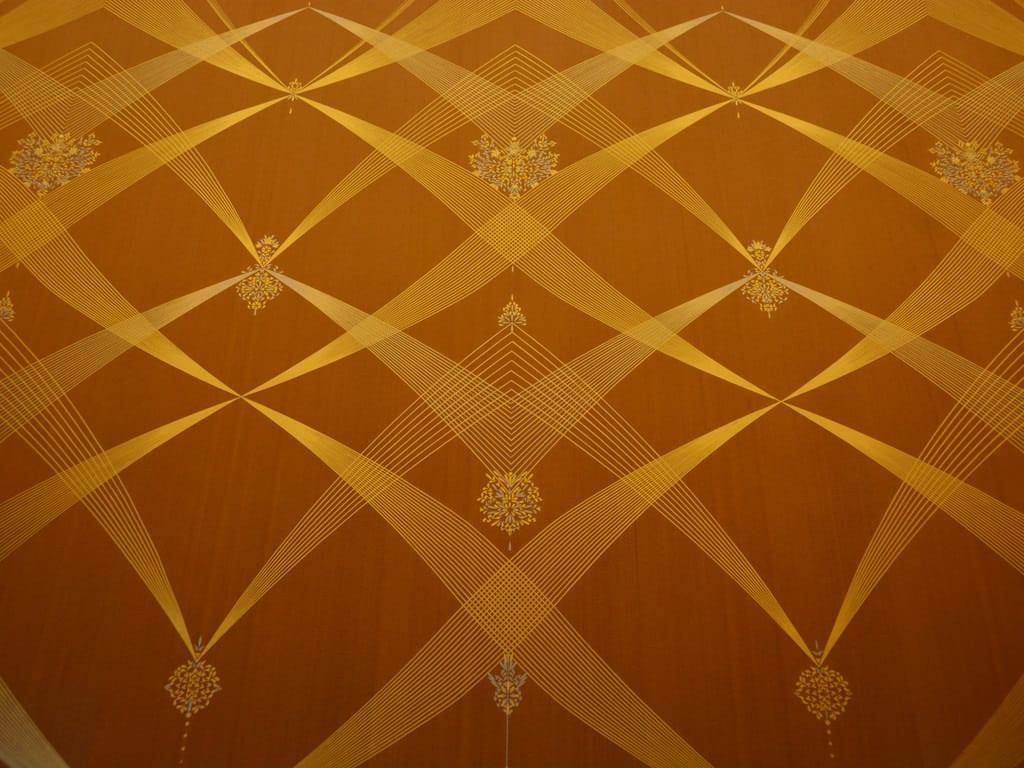
京都迎賓館　藤の間　截金舞台扉「響流光韻」　江里佐代子作

截金（きりかね、切金）は、細金（ほそがね）とも呼ばれ金箔・銀箔・プラチナ箔を数枚焼き合わせ細く直線状に切ったものを、筆と接着剤を用いて貼ることによって文様を表現する伝統技法である。細い線状の截金と、三角形・菱形・丸型などの形に切った截箔・切箔（きりはく）、箔をある形に截り透かした裁文（さいもん）、これらを単独あるいは組み合わせて表した文様を截金文様と呼ぶ。日本においては特に仏像・仏画の衣や装身具を荘厳するために発達してきた。現代では工芸品として利用されることも多く、京都市の伝統産業として京の手しごと工芸品に認定されている
。

## 歴史
アジア以外の作例として、ヘレニズム時代（紀元前300-30年頃）の地中海沿岸で製造されたと推定される、金箔による植物文様を2層の透明ガラスの間に挟み込んだゴールドサンドイッチガラス（金箔入りガラス）と呼ばれるものがある。「金箔入りガラスボウル」、「金箔入りガラスプレート」、「金箔入りスキュポス」や「金箔入りガラスカップ」が例である。4世紀頃には「金箔入りガラスメダリオン」、「金箔入りガラスベース」、「金箔入りガラス碑文」が製造されており、これらは金箔をガラスに貼り付けた後、先の細い道具を使って刻むことにより、模様を浮かび上がらせた截文の例であると考えられる。その後、9世紀から10世紀頃のアッバース朝下のイラクやシリアから「金箔入りガラスボウル」、「金箔入りガラスカップやボウル」、「金箔入りガラスタイル」が、12世紀前半のザンギー朝下のシリアでは「金箔入りガラス瓶」が発見されており、技法が伝播していることが窺える。
中国では北斉時代（550-577年）の菩薩像2体に截金が見られる。菩薩立像の胸飾りや腕釧は金箔で彩られ、真ん中に合わせ目を見せる赤い裳には緑と赤の区画に白い丸文を描いた文様が縦に連なっており、この区画の境界線には截金が使われている。また、もう1体の菩薩像残欠には中央の飾り帯の環状飾りより下に、截金によって二重の亀甲文の中に亀を描いており、裳裾にも縦長の亀甲文の中に3枚の葉をもった植物文を上下に重ねた文様などが施されている。

### 飛鳥・白鳳時代
6世紀前半、朝鮮半島では百済の忠清南道武寧王陵から出土した王妃の木製頭枕に金箔が使用されている。朱漆と思われる赤色に着色された表面に、幅をもたせて帯のように切られた線状の金箔による亀甲文様が施されているのが確認されている。
日本においては、7世紀半ばに朝鮮半島や中国大陸より仏像彫刻や仏画とともに伝わったといわれる。法隆寺所蔵玉虫厨子の須弥座上框下の請花花弁先端部分に小さな長菱形の截箔が施されており、これが国内に現存する最古の截金作品とされる。玉虫厨子よりも技法的に進んだ例として、法隆寺金堂の四天王立像があり、広目天像には菱形の截箔、多聞天像には丸い截箔や四葉文の截文が使用されている。この頃には金を薄く打ち延ばして金箔をつくる工人や金箔を截り、押すなど、截箔、截文、截金を自由に使用することのできる工人がいたとみられる。
仏教美術以外では、白鳳文化を代表する絵画である高松塚古墳壁画には天井に描かれた日月図に金箔と銀箔（鼠色に変色）の截箔が使用され、星宿図には直径0.9cmほどの円形の金箔が使用されている。

### 奈良時代
奈良時代には、東大寺法華堂（三月堂）の乾漆造四天王立像（国宝）の仏像の衣や甲冑の装飾、東大寺戒壇堂の塑造四天王像の着衣の地文に直線文と点綴文の截金が使用されている。正倉院宝物の新羅琴・金薄輪草形鳳形には菱、松葉、草花文や曲線で表現した鳳凰文などの截金文様を見ることができる。正倉院の人勝残闕には花や葉の文様を截文で表現している。

### 平安時代
９世紀の作例である東寺四天王立像のうち持国天像は直線文と点綴文の組み合わせで、曲線文はなく技法的には奈良時代の延長上にある。截金の曲線文が使用されるのは仏教美術全般の基調が唐風から和風へ移る頃、10世紀前半とされる。11世紀頃には平等院鳳凰堂扉絵九品往生図に截金が取り入れられ、これが仏画における最古の作例となる。平安時代後期の高野山金剛峰寺の仏涅槃図や東京国立博物館蔵の金棺出現図などの仏画に繊細な截金文様を駆使したものがあり、仏教美術の隆盛と共に截金は飛躍的な発展を遂げたことが窺える。また、平等院の本尊・阿弥陀如来坐像（国宝）の台座下から見つかったガラス容器の破片84点のうち3点に截金装飾が確認されており、古代のガラス細工に截金が施された例は東アジアでは初めてである。

### 鎌倉・南北朝時代
鎌倉時代には、諸尊の肉身を金泥で塗り、着衣を金泥あるいは黄（黄土）の下地として截金を置く、悉皆金色技法が誕生している。また蓮唐草や卍繋文、雷文繋ぎ文、蜘蛛の巣文、小鳥など新奇で変わった文様が見られるが、中国南宋の影響によるもとと考えられる。室町時代から江戸時代にかけては次第に形式化し、金箔に代わって金泥による文様も普及したため、それ以降は継承者が少なくなっていった。近世以降は、東西両本願寺の庇護のもとで限られた人にのみ伝承される技になってしまったが、現代になりその技法を伝えようとする人々が現れ、講演会や文化教室を通じて徐々に認知されつつある。

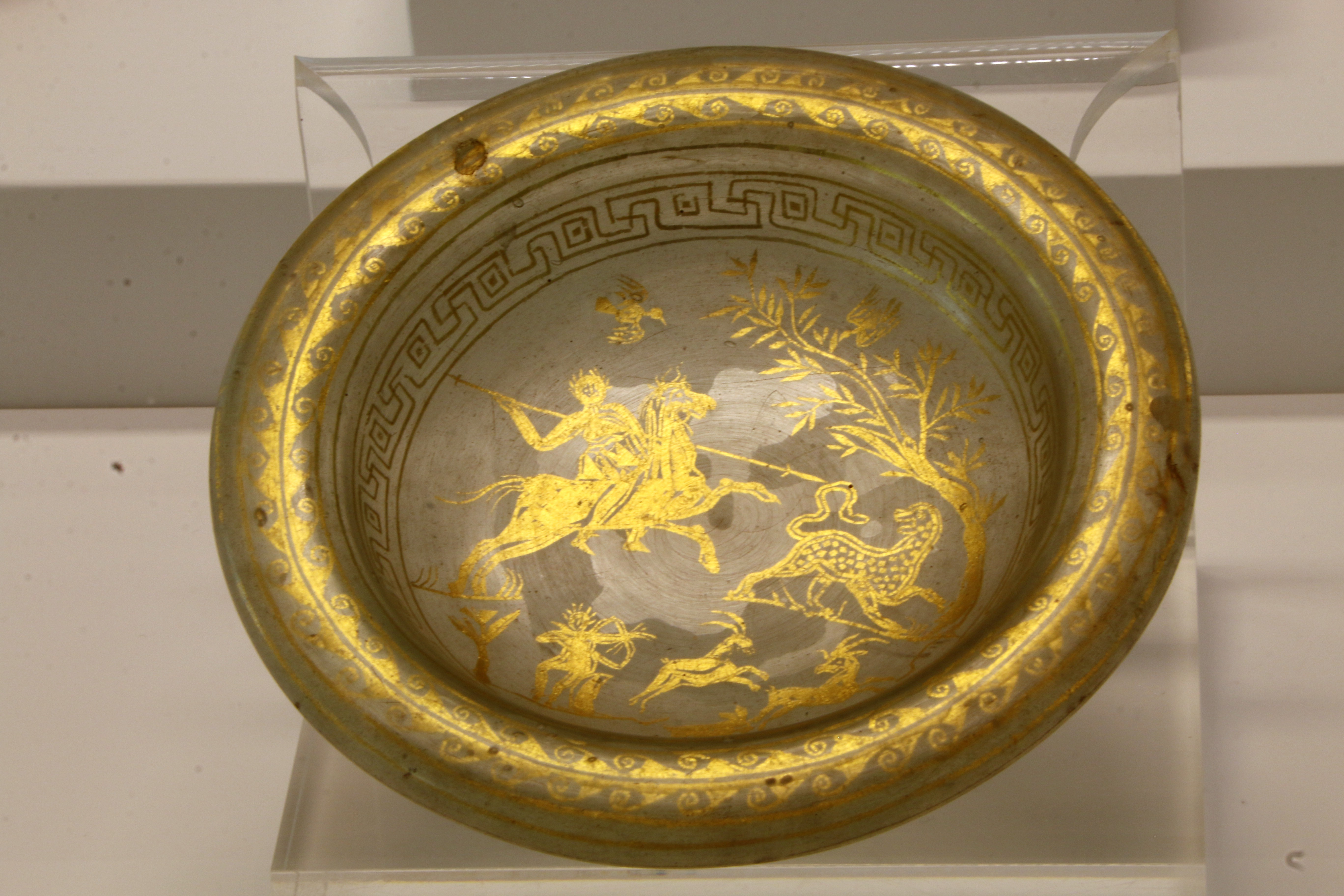
金箔入りガラスプレート（紀元前３世紀頃　レッジョ・ディ・カラブリア考古美術館所蔵）狩人、豹、アンテロープ、ギリシア雷門、渦巻き文
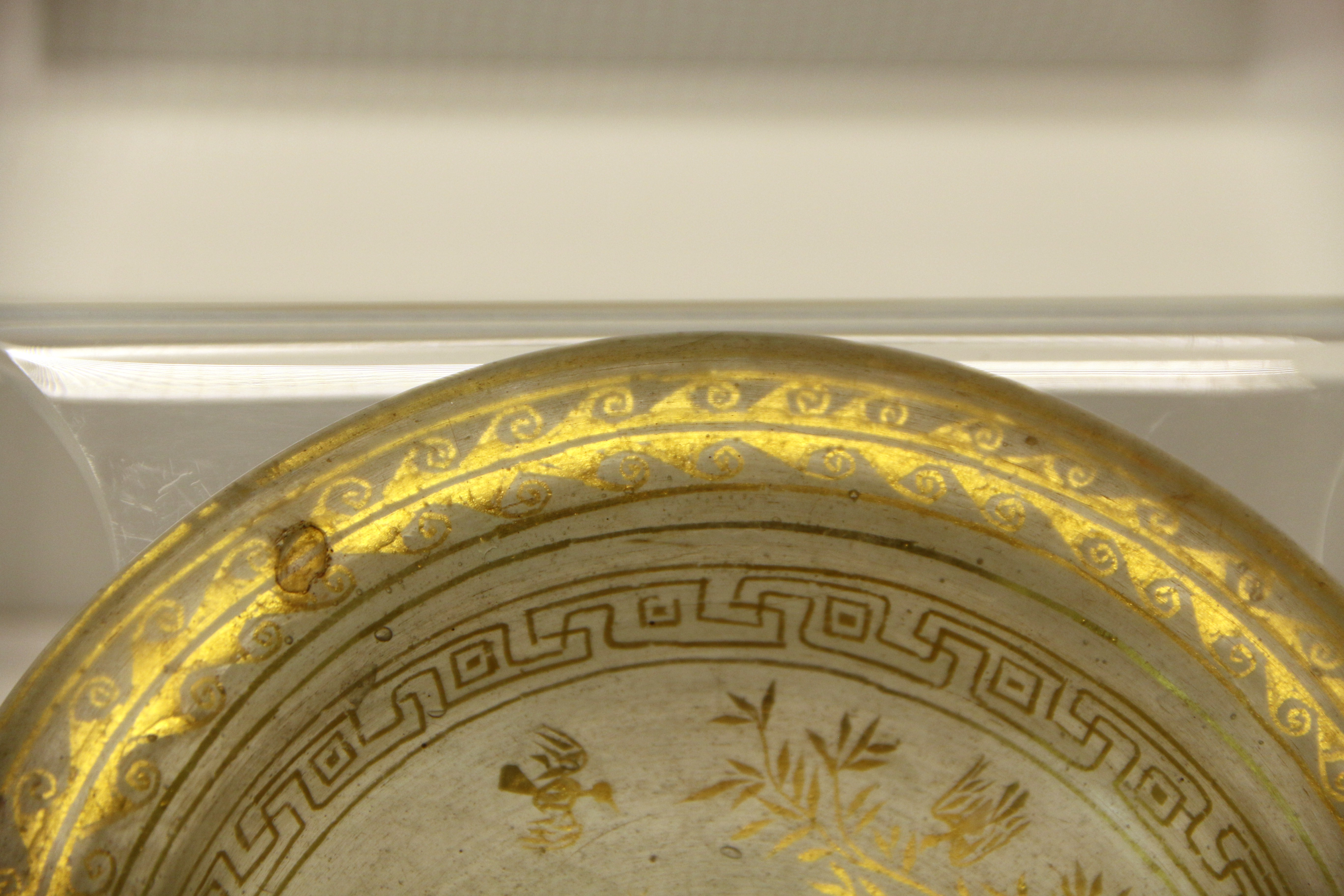
金箔入りガラスプレートの拡大画像（紀元前３世紀頃　レッジョ・ディ・カラブリア考古美術館所蔵）
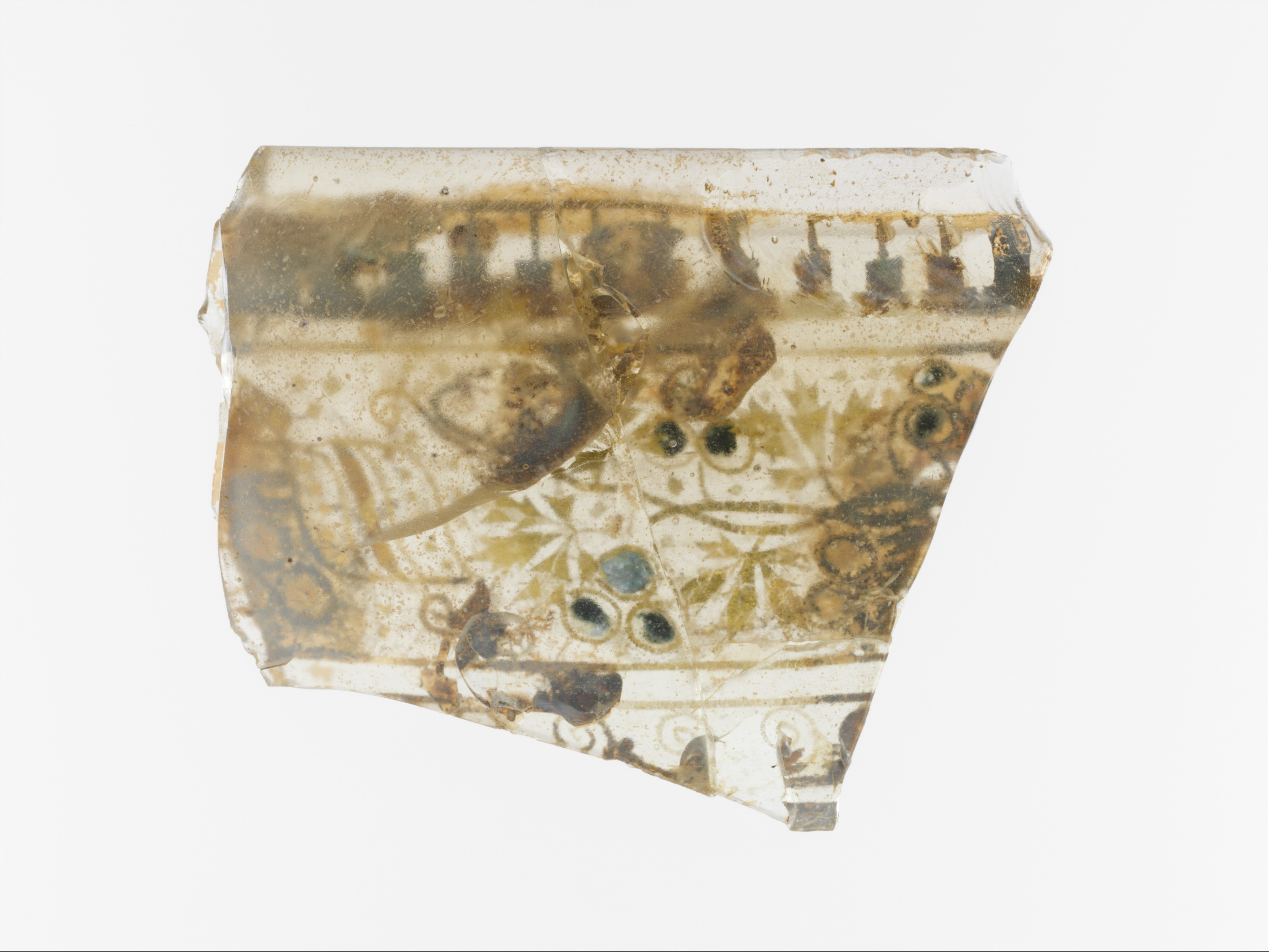
金箔入りスキュポスの破片（紀元前２世紀頃　ヘレニズム時代　メトロポリタン美術館所蔵）上部には胸壁　中部にはブドウの房と蔓が表現され、青いエナメル装飾がある
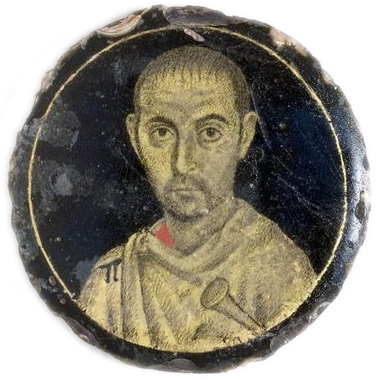
金箔入りメダリオン（３世紀から４世紀頃　ヴィクトリア＆アルバート博物館所蔵）　男性の肖像画
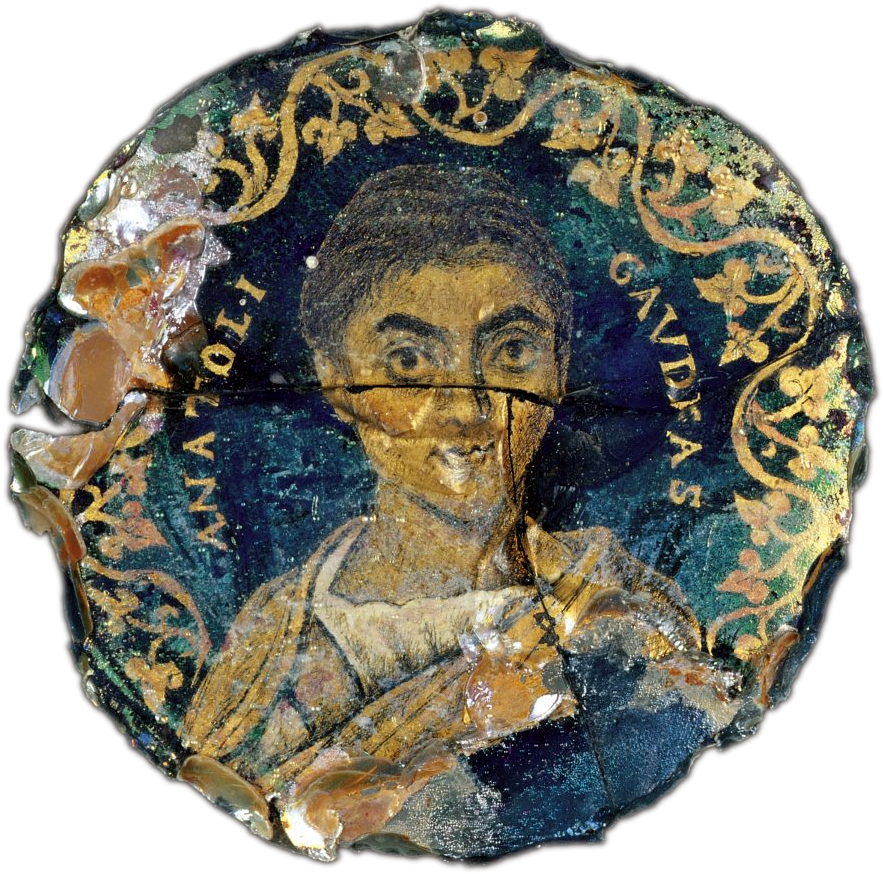
金箔入りメダリオン（３世紀頃　コーニングガラス美術館所蔵）Latin: ANATOLI GAVDIAS ("Anatolius, rejoice!")
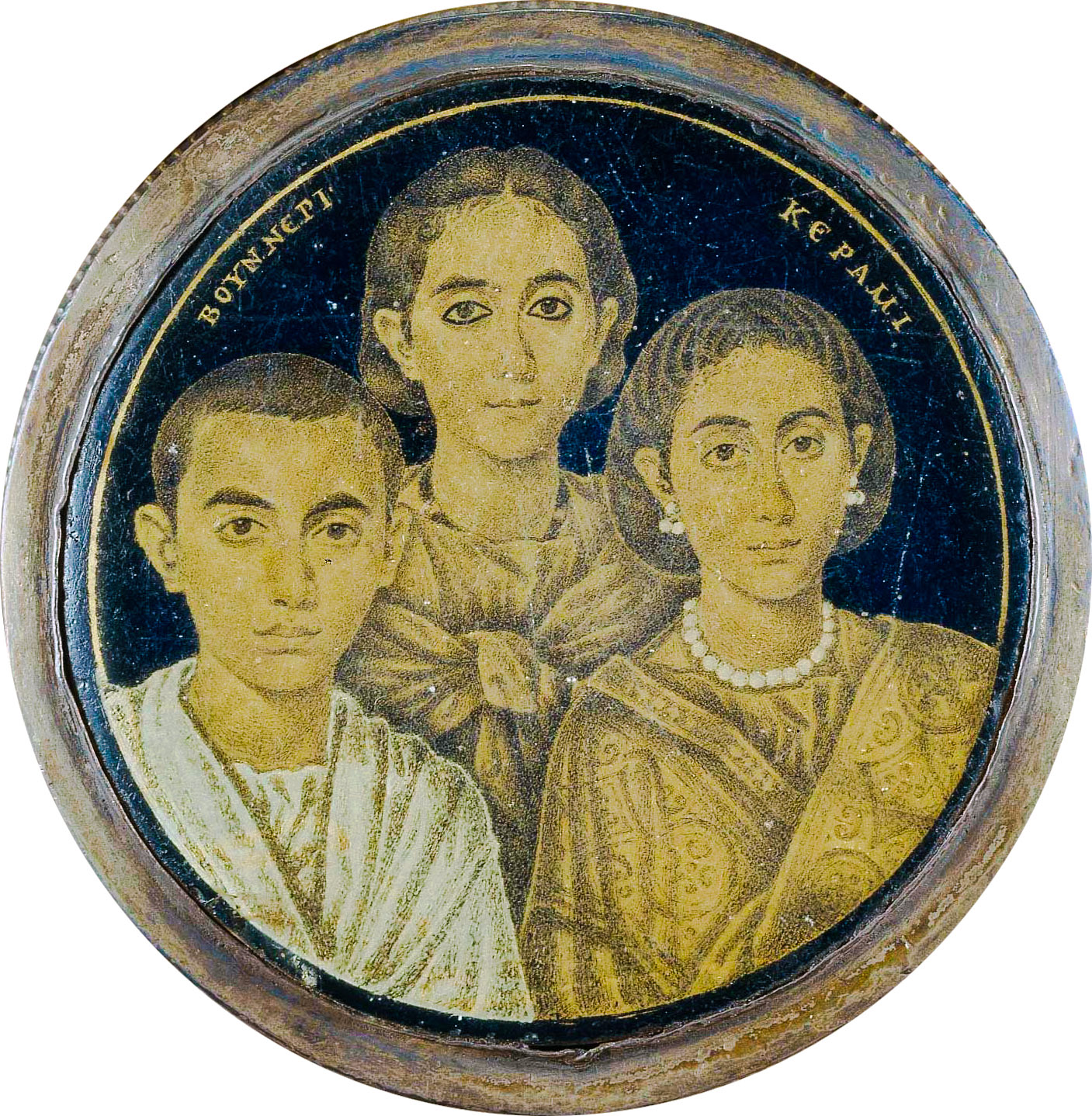
メダリオン（３世紀から４世紀頃　ブレシア　サンタジュリア美術館）アンサ女王とその子供アデルチとアンセルペルガ
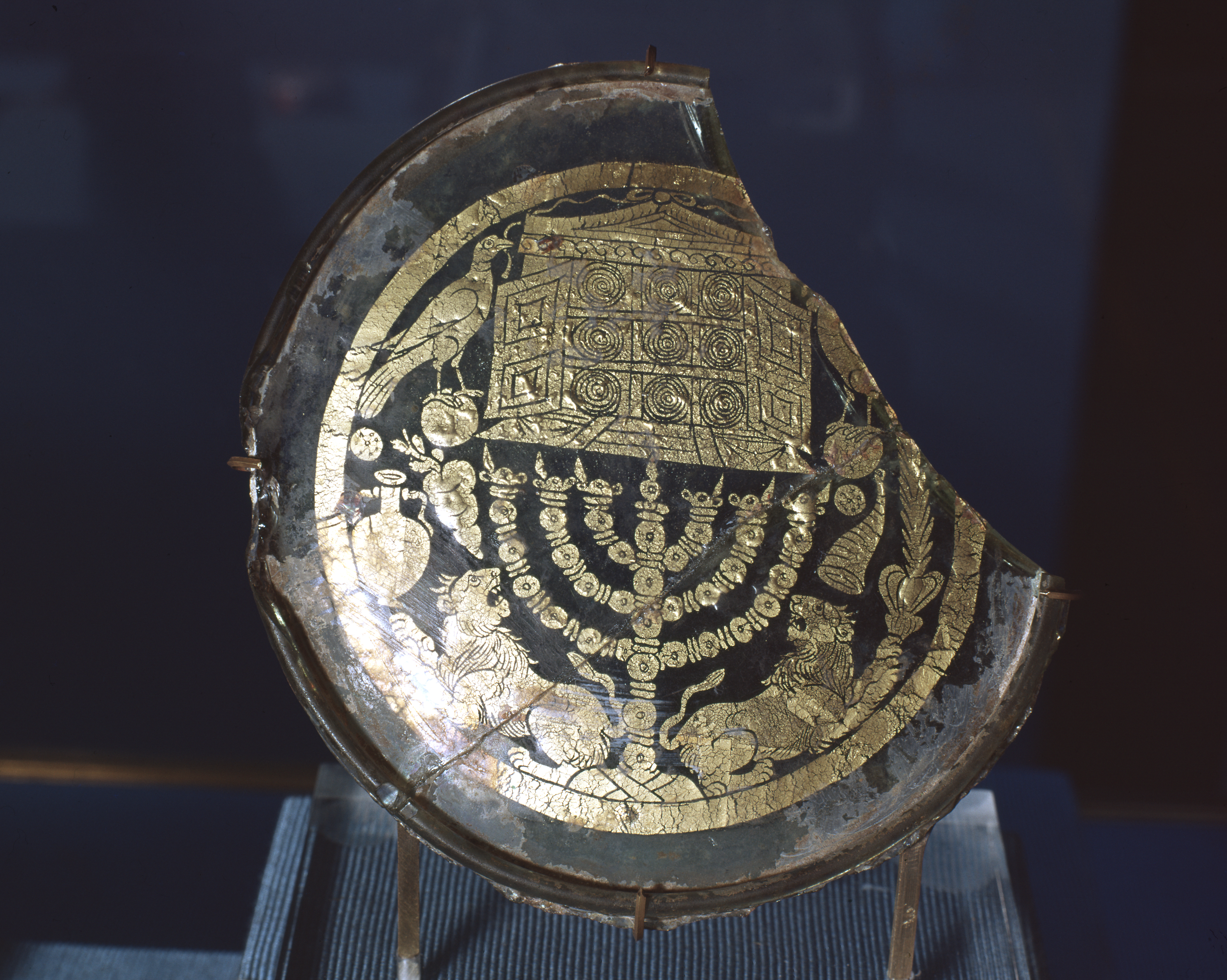
金箔入りガラスベース（４世紀頃　イスラエル美術館所蔵）
吹きガラスのカップ（３世紀から４世紀頃　エール大学アートギャラリー）金箔により文字が刻まれ、パルメット文様が表現されている
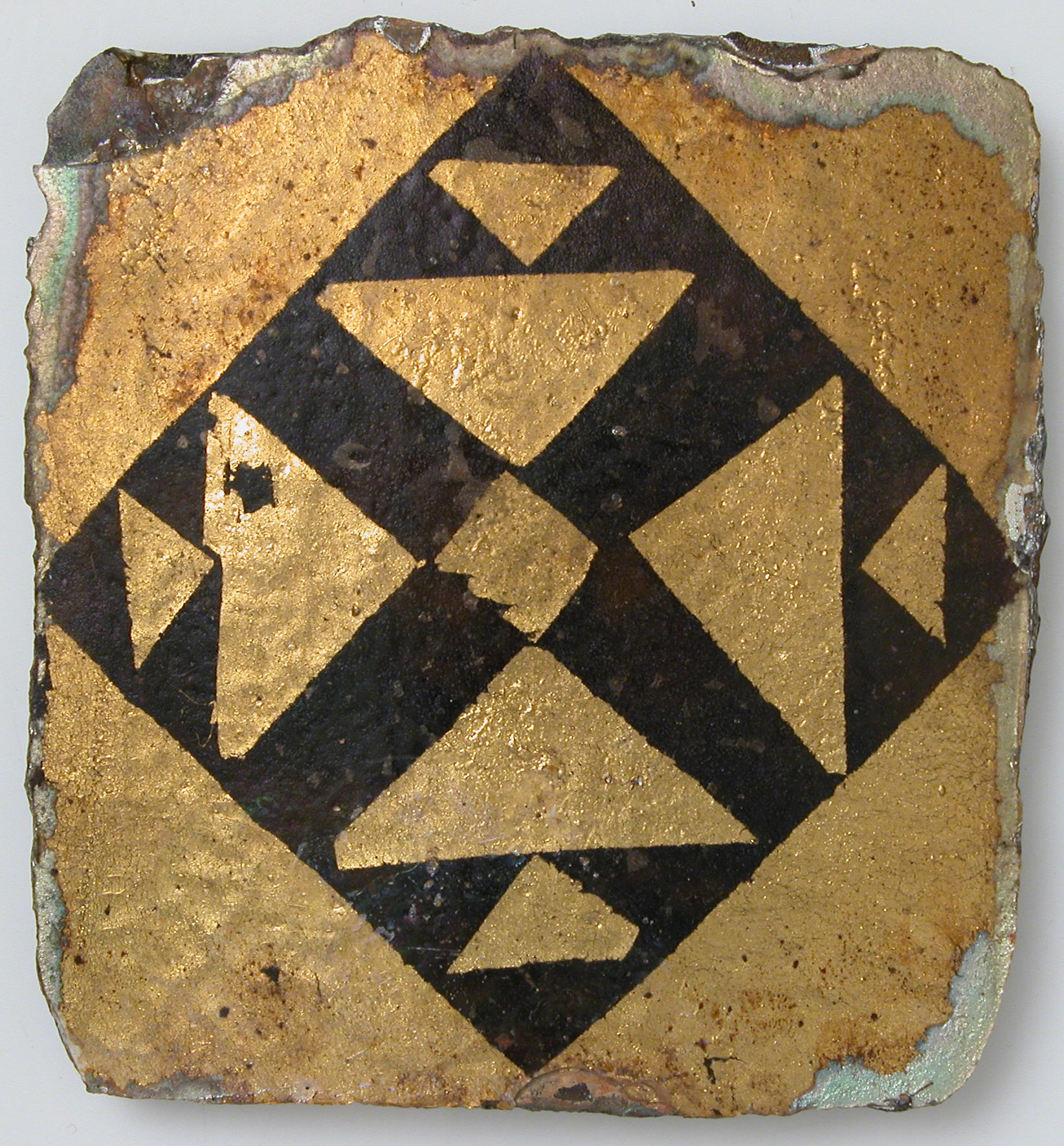
金箔入りガラスタイル（９世紀から１２世紀頃　シリア　メトロポリタン美術館所蔵）
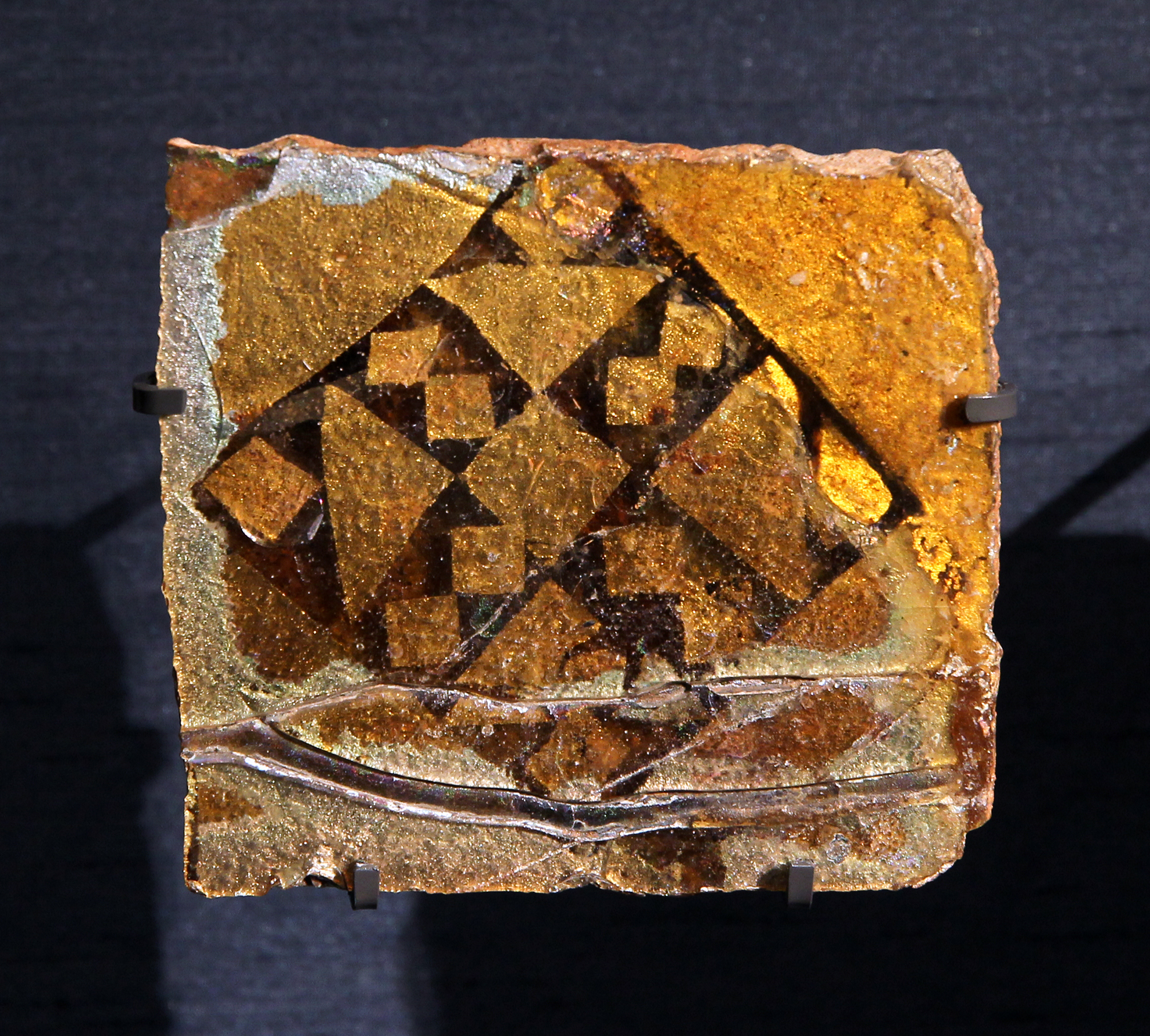
金箔入りガラスタイル（１０世紀頃　マアッラト・アン＝ヌウマーンの教会　シリア　大英博物館所蔵）
武寧王妃の頭枕（６世紀頃　百済　国立公州博物館所蔵）亀甲文様の截金
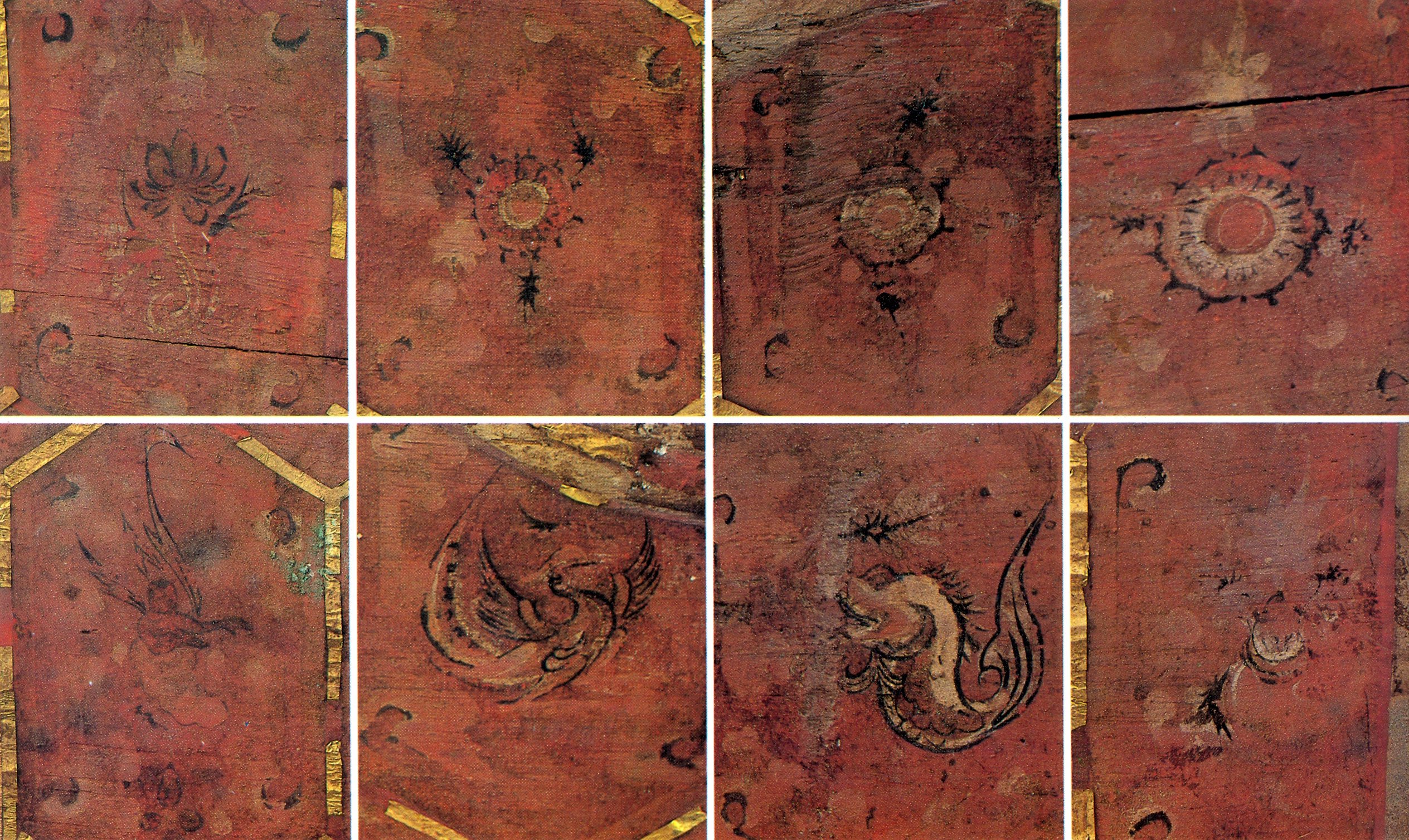
武寧王妃の頭枕の拡大画像（６世紀頃　百済　国立公州博物館所蔵）亀甲文様の截金　鳳凰、魚竜、飛天、蓮などの彩色図
十一面観音菩薩立像（中国　北宋時代　クリーブランド美術館所蔵）
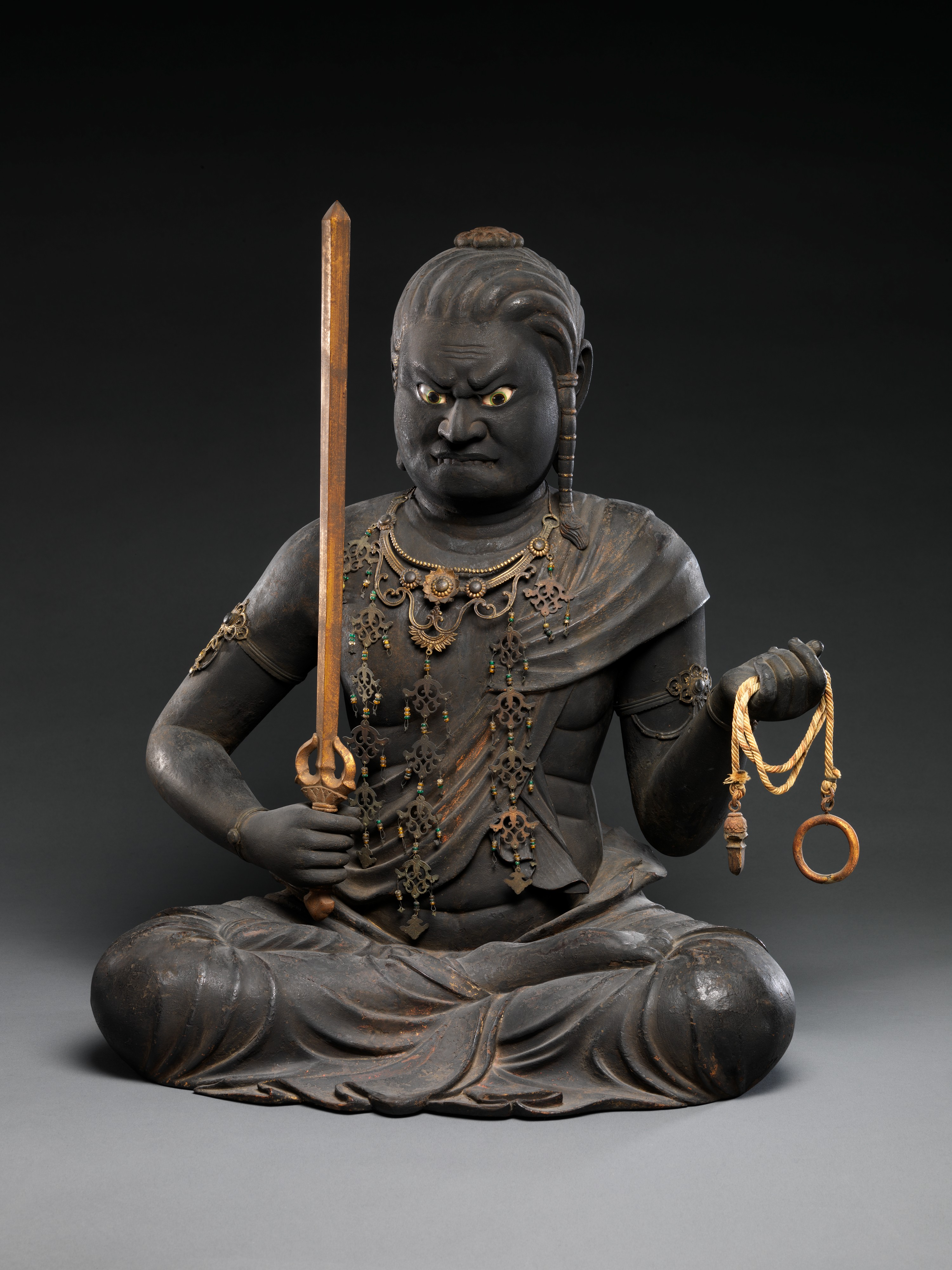
不動明王坐像（鎌倉時代　13世紀初期　快慶作　メトロポリタン美術館所蔵）
地蔵菩薩立像　正面（13世紀　メトロポリタン美術館所蔵）
地蔵菩薩立像　下部（13世紀　メトロポリタン美術館所蔵）
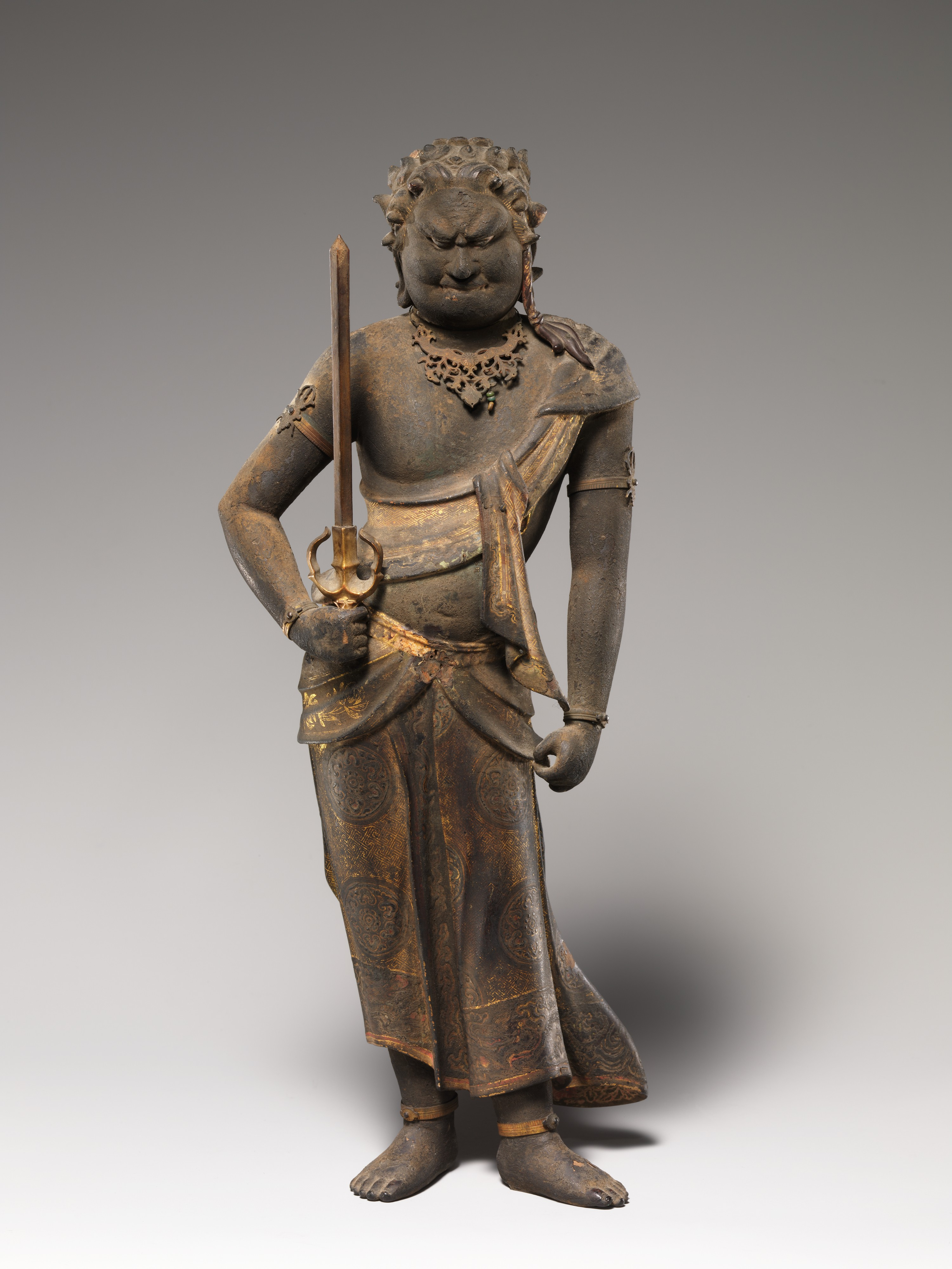
不動明王像立像　正面　（14世紀　メトロポリタン美術館所蔵）
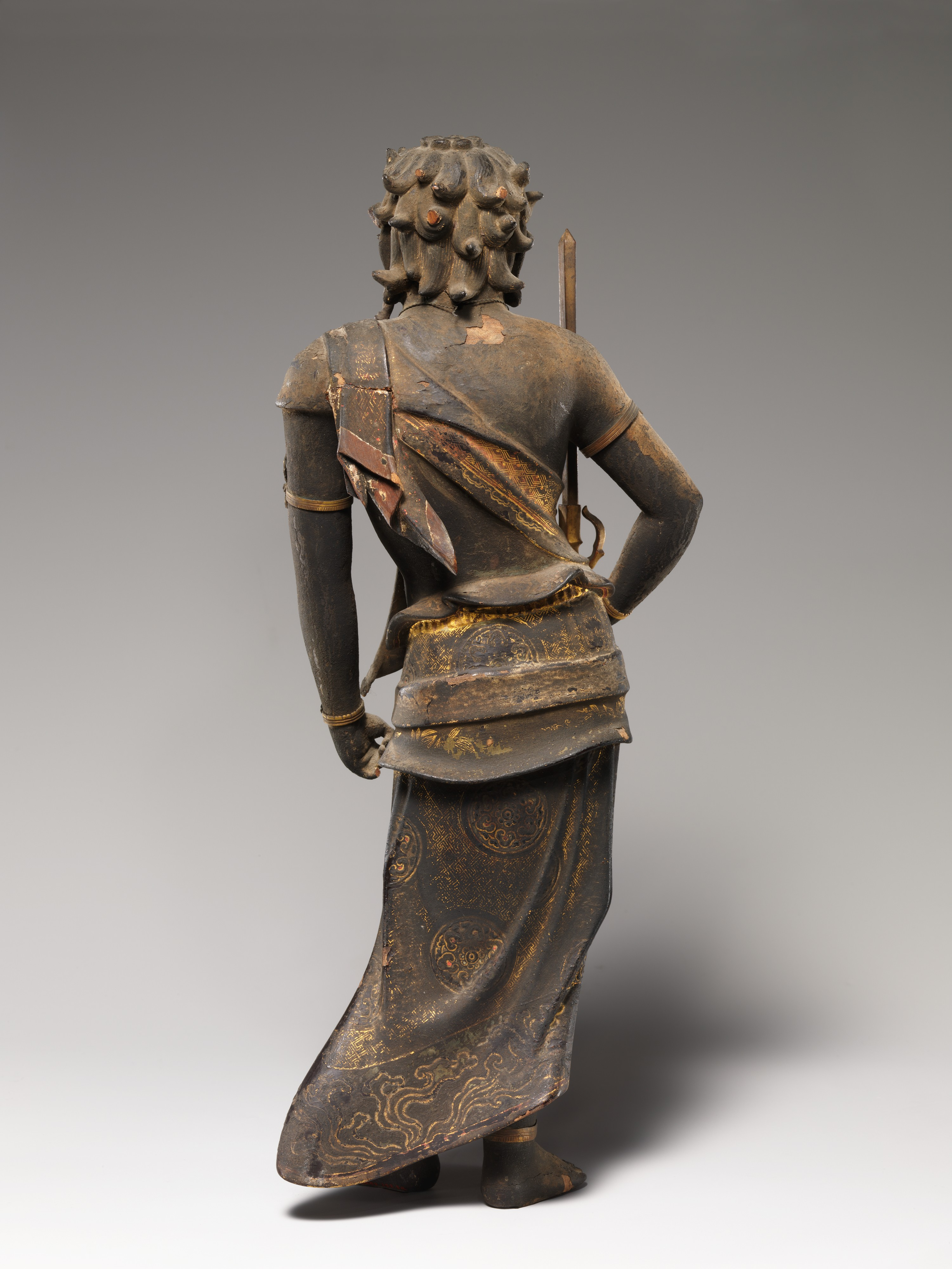
不動明王立像　背面　（14世紀　メトロポリタン美術館所蔵）
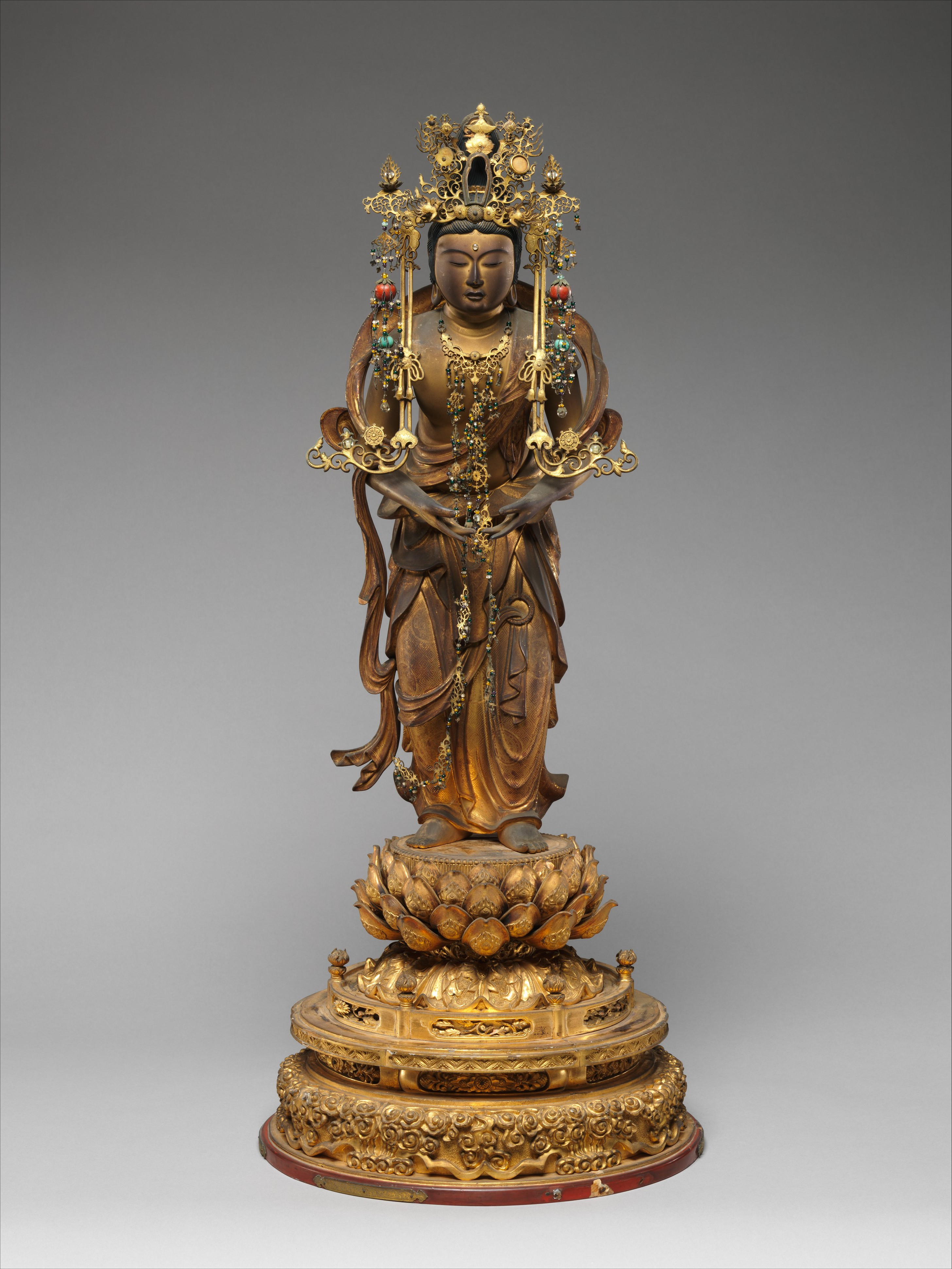
観音菩薩立像（江戸時代　17世紀から18世紀　メトロポリタン美術館所蔵）
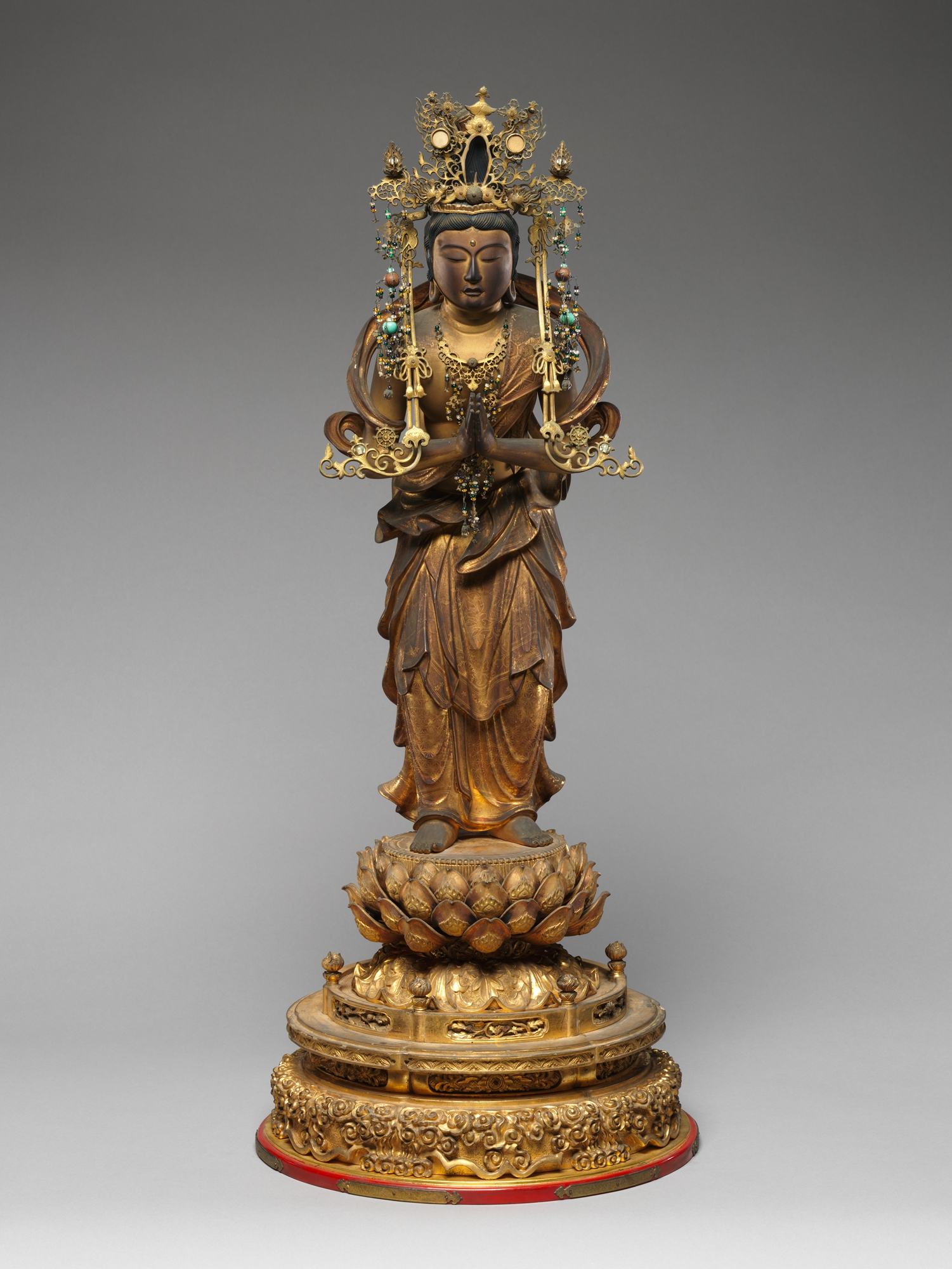
勢至菩薩立像（江戸時代　17世紀から18世紀　メトロポリタン美術館所蔵）
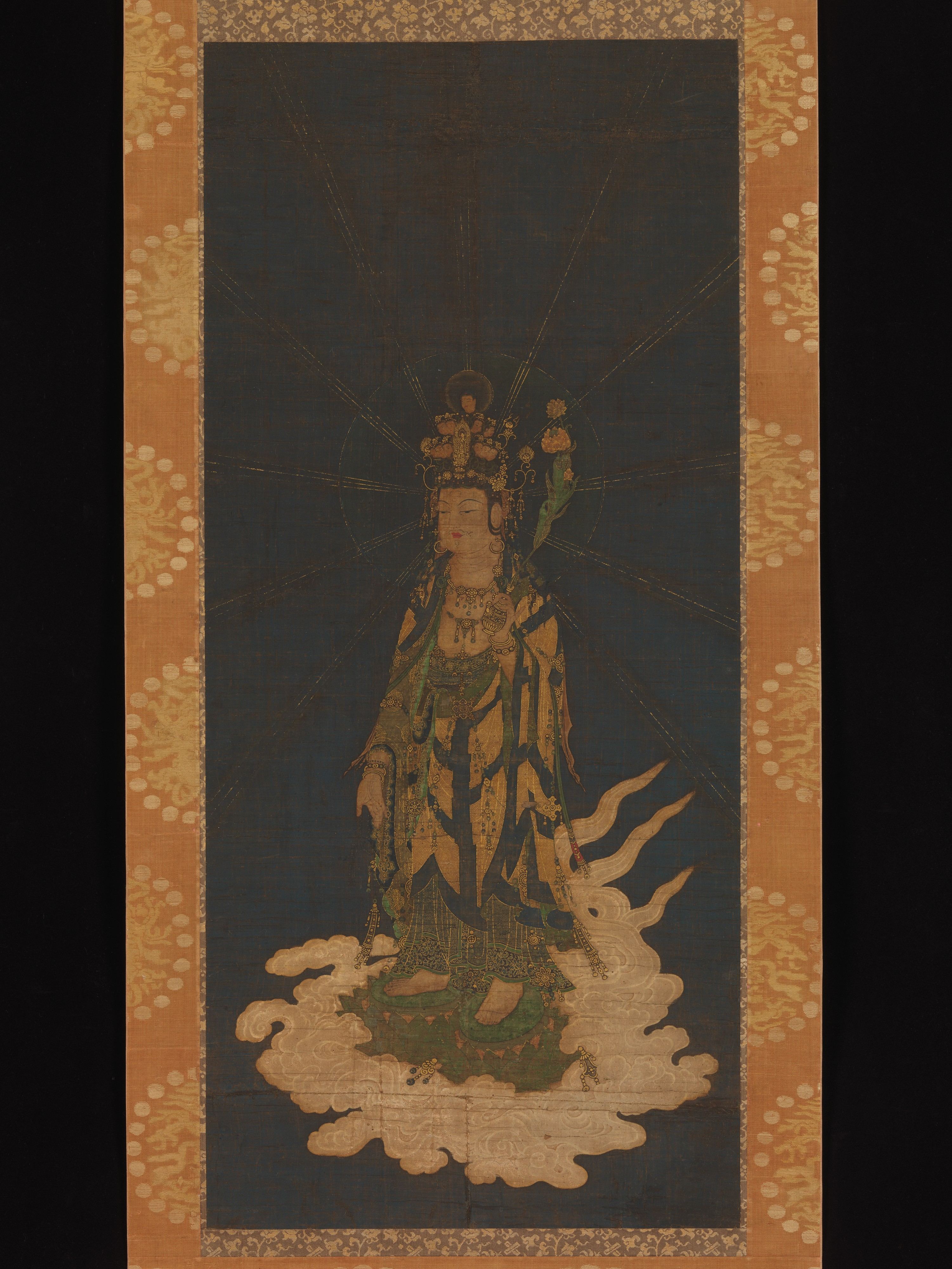
十一面観音来迎図（１４世紀　メトロポリタン美術館所蔵）
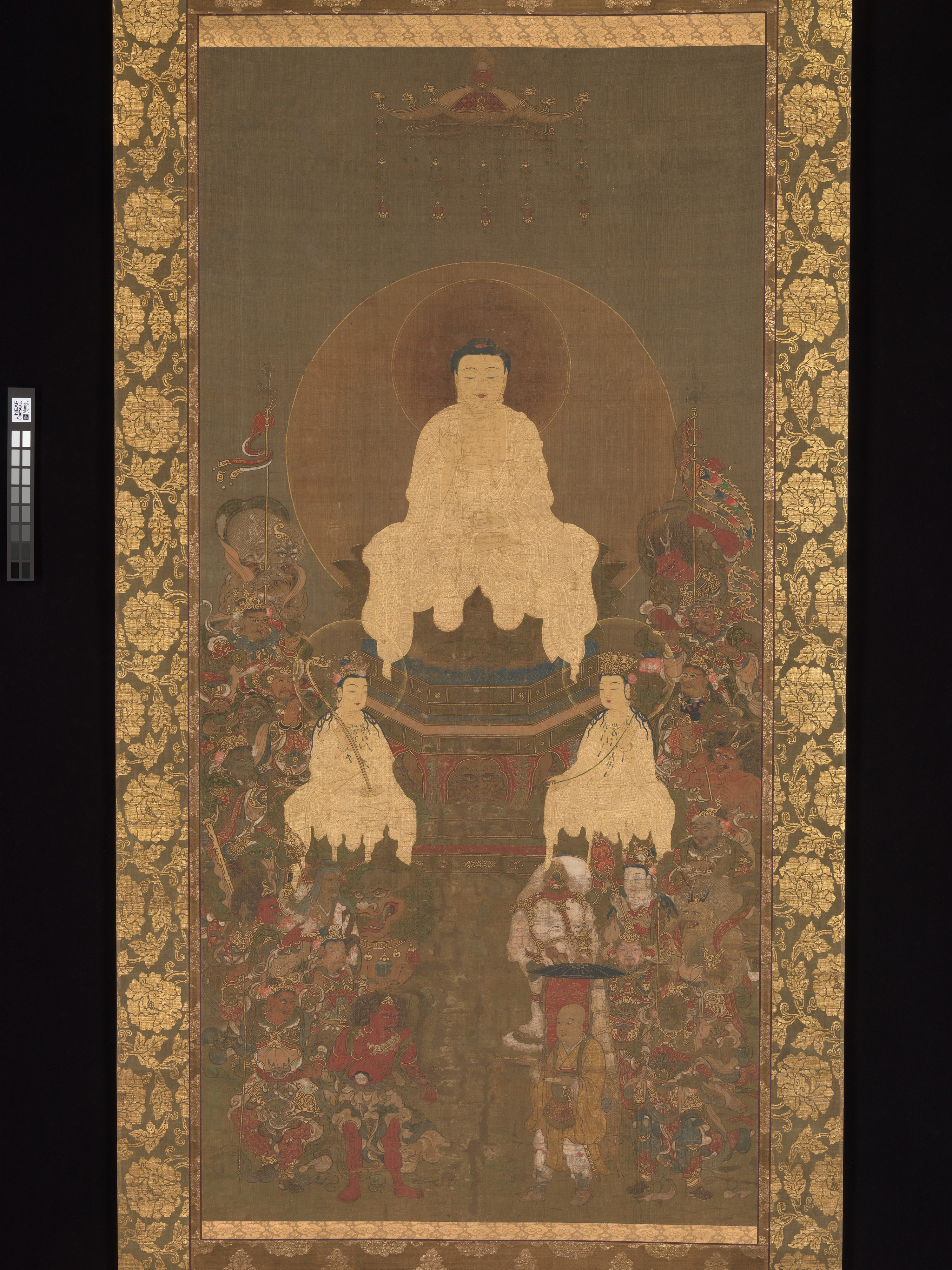
釈迦三尊十六善神像（14世紀　メトロポリタン美術館所蔵）
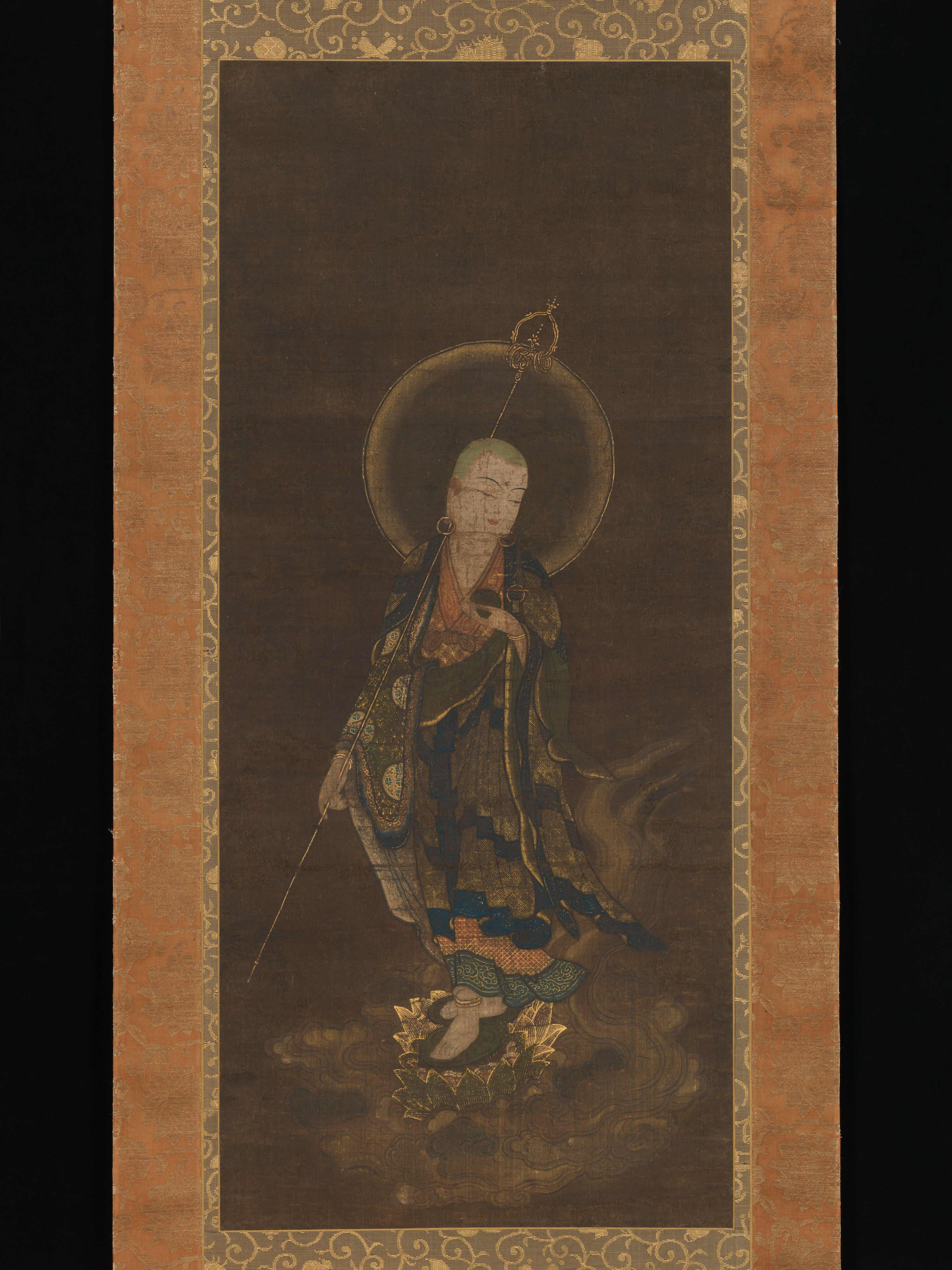
見返り地蔵菩薩図（南北朝時代　14世紀　メトロポリタン美術館所蔵）

## 道具と方法

### 箔の種類

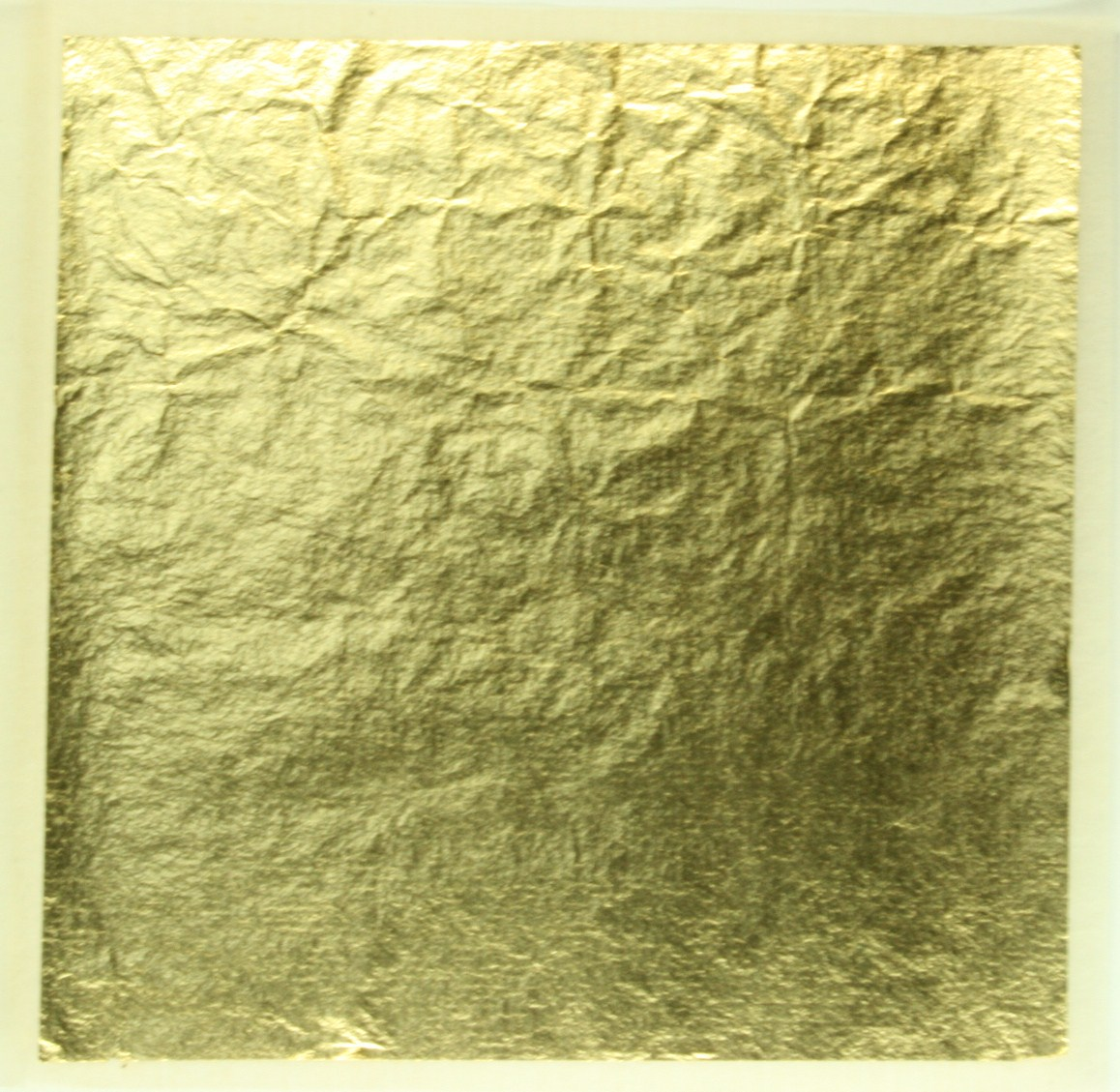
縁付金箔（五毛色）箔打紙で叩き延ばされた時にできる格子状の跡が見える

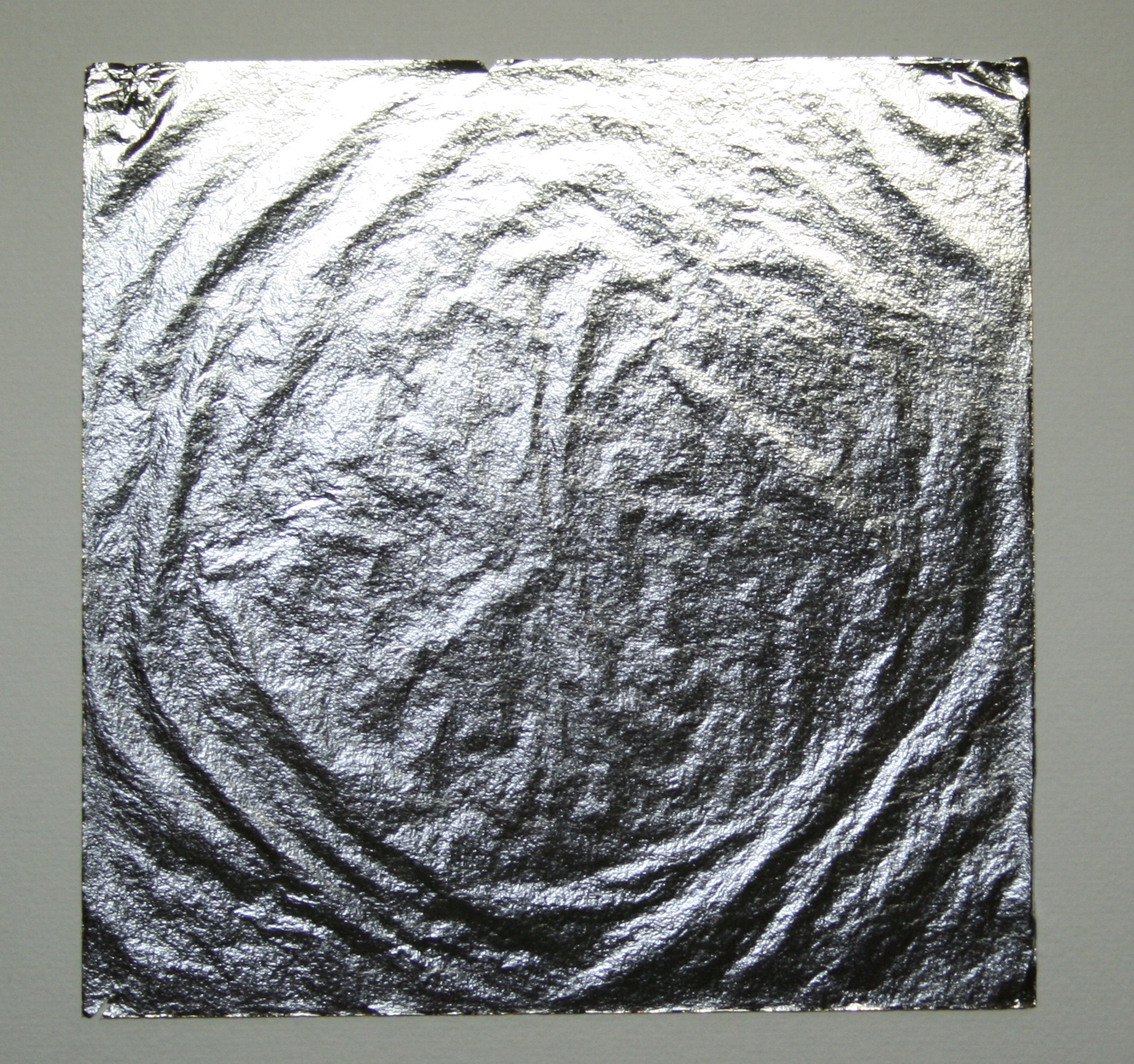
銀箔

- 金箔

金を1万分の1 mmまで薄く延ばしたもので、通常大きさが3寸6分角（約11cm2）の箔が用いられる。これを2枚焼き合わせ、さらに両面に1枚ずつ焼き合わせを繰り返し、直線の場合は6枚、曲線の場合は5枚の厚みにしてから使用する。
和紙製の箔打紙により作られる縁付金箔（えんづけきんぱく）とグラシン紙により作られる断切金箔（たちきりきんぱく）の2種類販売されているが、断切金箔は硬く扱いにくいため縁付金箔が好んで使用される。
湿気を嫌うので焼き合わせは好天の日を選び、雨の日や梅雨時は避けたほうがよい。
- 銀箔

平安・鎌倉時代は使用されていたが、経年変化で黒く変色する可能性があるため現代ではあまり使用されない。
- 仏師箔

金箔と金箔の間に銀箔を挟んだもの
- プラチナ箔

現代では銀色を表現するためプラチナ箔を用いる場合がある。
焼き合わせは2枚程度であるが、金箔に比べかなり高い温度と長い時間を要する。

### 箔の焼き合わせ
- 竹ばさみ

金箔を挟んで持ち上げ、移動させる時や焼き合わせを行う時に用いる。
静電気が発生しないので金箔が付着することがないという利点を持つ。
- アイロン

備長炭を使用しない現代的なやり方で、金箔の焼き合わせを行う場合に用いる。
工業用のアイロンでスチーム式でなく温度調節が利かないタイプ、つまり蒸気を放出せず温度が上昇し続けるものを使用する。
温度調節機が内蔵されている家庭用タイプのアイロンでは温度が低く焼き合わせに時間を要し、またうまくいったように見ても接合強度が弱いので経年変化とともに剥離する可能性があるため使用されない。
アイロンで金箔の焼き合わせをする際に左右に動かしながら加熱すると、金箔に皺が寄ったり破れることがあるので、垂直に上げ下げして焼き付けていくようにする。煙が少し立ち始め、和紙が茶色く焦げるまで加熱すれば焼き合わせ完了。
ただアイロンを用いて金箔の焼き合わせを行った場合、箔が固くなり細く切っても滑らかな曲線が描き辛くなるという指摘もある。
- 和紙

アイロンを用いて焼き合わせをする際、金箔がアイロンに付着しないようにするためのもの。
特殊な和紙を用意する必要はなく、金箔1枚1枚の間に箔合紙が購入時に挟まれているのでそれを使用する。
- 備長炭

アイロンを使わず伝統的な方法で、金箔の焼き合わせを行う場合に用いる。
備長炭の中で密度が高く、温度を一定に保つ時間が長いとされる姥目樫が好んで用いられる。
形がまっすぐ整っているものを用いて、割れ目があれば下に向けておき、横に寝かせた状態で焼き合わせを行う。
- 灰

備長炭で金箔の焼き合わせをする際に備長炭の周囲を灰で覆う。
灰にゴミや小さな塊があると金箔が引っかかり破れてしまうので、事前に篩にかけ、それらを取り除く必要がある。
灰には保温効果があり備長炭を完全に灰の中に埋めておけば長時間にわたって炭火が熾り続ける。
- 火鉢

備長炭で金箔の焼き合わせをする際に備長炭と灰を火鉢の中に入れる。

### 箔の切断

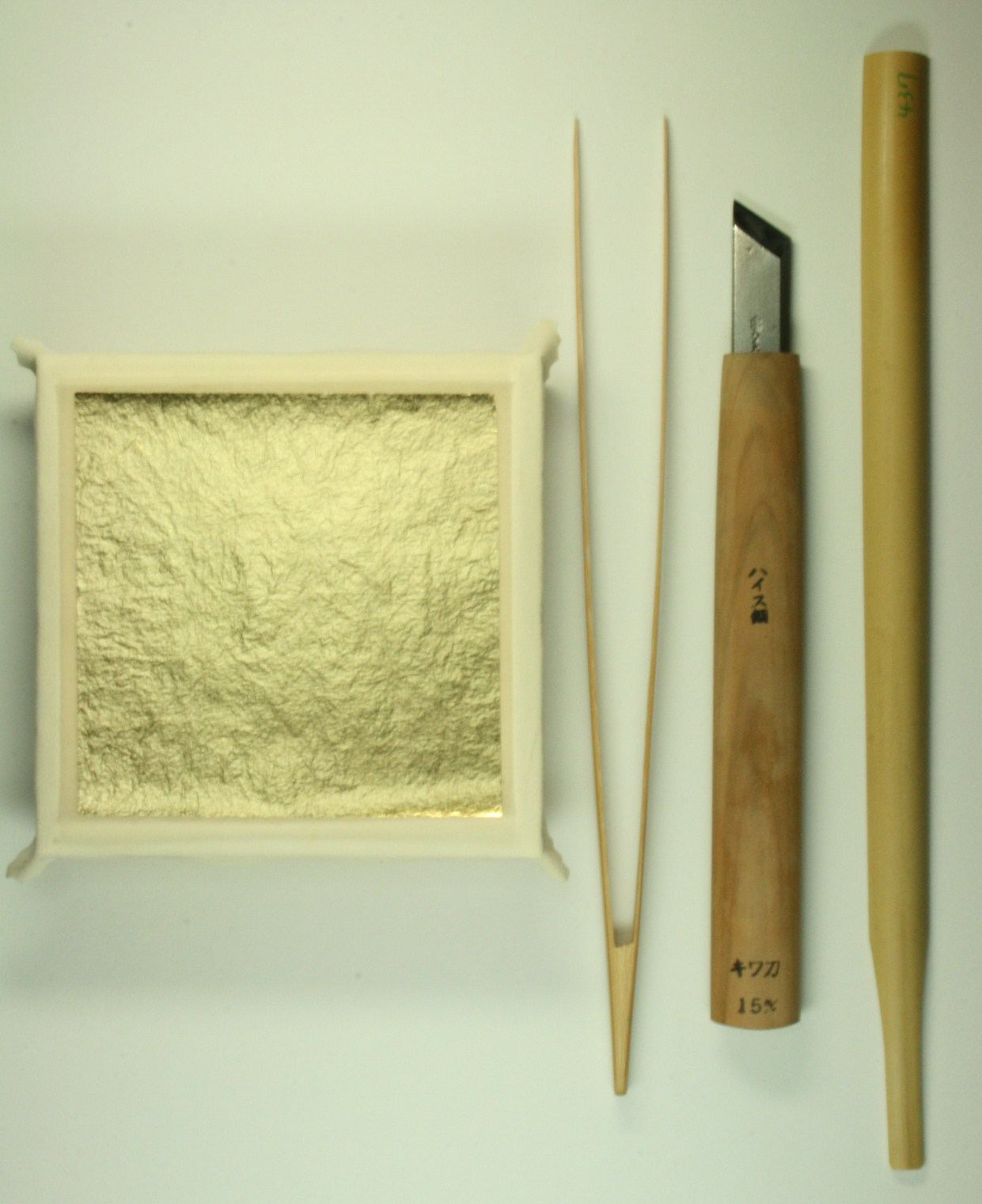
左から箔盤と金箔、竹ばさみ、小刀、竹刀

- 箔盤（箔台、床台と同じ）

板の上に鹿革を張ったもので、金箔を切る時はこの箔盤の上に置き、竹刀で切る。
- タルク（滑石の粉末）

箔盤、竹刀や竹ばさみについた油脂を取り除くためのもの。
- 竹刀（ちくとう）

篠竹（女竹・雌竹と同じ）を4等分にして、各自で小刀を用い刃をつけた後、金箔を切る。
最終的に刃になるのは表皮の硬い部分である。しかしいくら硬いといっても衝撃を受ければ傷ができてしまい、金箔を切ることができなくなってしまうため、保管する際は柔らかい布などで包むなど特別な配慮を要する。
- 小刀

竹刀の形を整えたり、刃をつける際に用いられる。
竹刀自体が細いため彫刻刀の印刀など刃が比較的小さなものの方が便利である。
切れ味の良い状態のものでないと刃が鋭利な竹刀は作れない。よって正しい研ぎ方を習得する必要がある。

### 箔の添付と接着剤

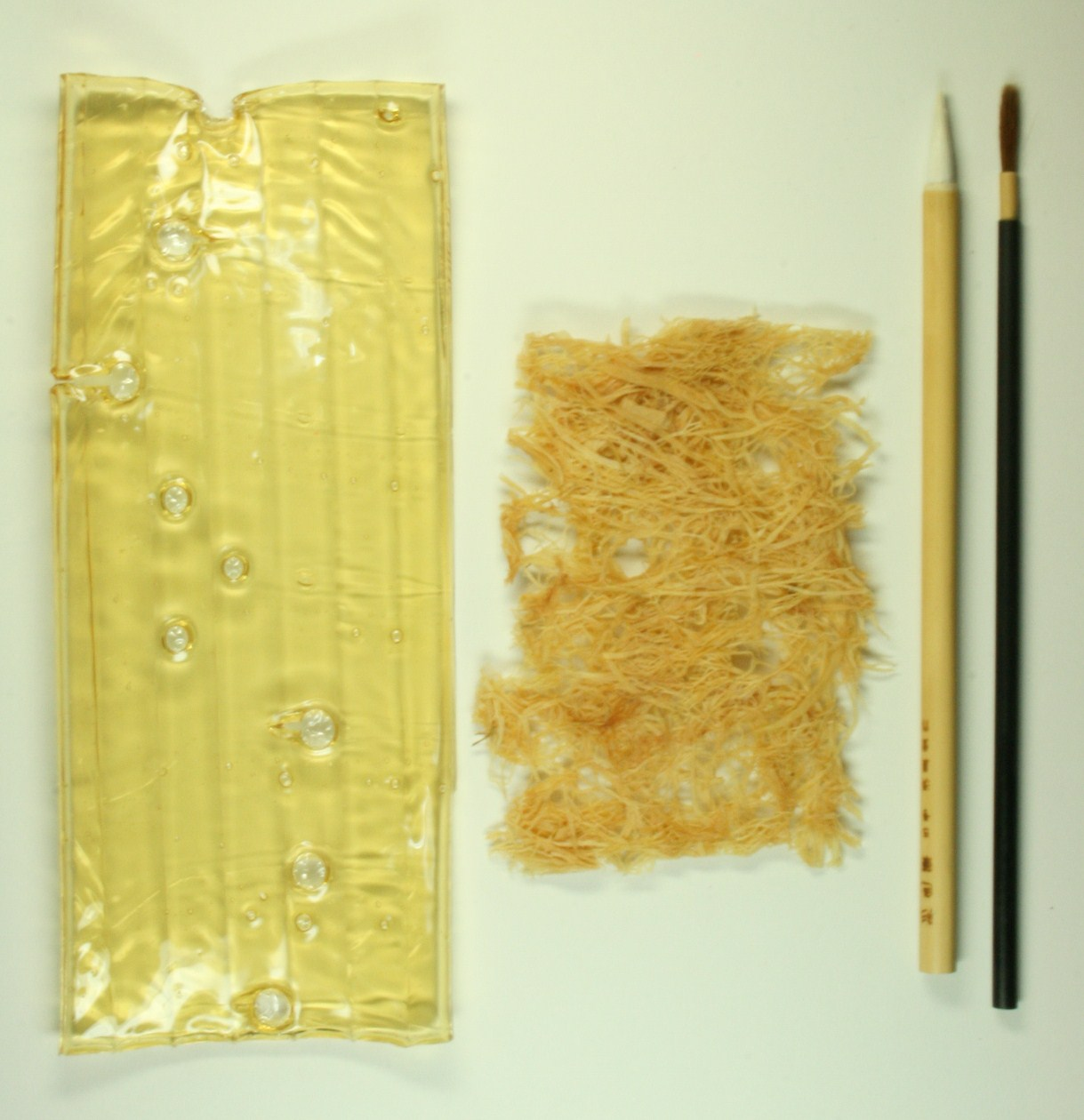
左から板膠、布海苔、截金筆、取り筆

#### 筆（取り筆と截金筆）
取り筆は細線に切られた金箔を巻き付けて取り上げるもの。太く短い筆より、細く長い筆の方がよい。
截金筆は金箔を貼る対象部分に、布海苔を塗るためのもの。また同時に金箔を施す位置に誘導する役割もある。使用される動物の毛は決まってはいないが、柔らかく、水分の含みの良いものを使用するとよい。

#### 行平（ゆきひら）
膠や布海苔を溶かすための鍋

#### 布海苔（ふのり）
海草のフノリを乾燥させて畳状にした接着剤で、金箔を貼るときに煮溶かして用いる。
布海苔自体に接着力はあまり無いため、膠液と混合して用いられる。割合は布海苔液の方が多くなるようにする。

#### 膠（にかわ、Animal gule）
動物の皮や骨から作られる接着剤で、金箔を貼るときに煮溶かして用いる。
三千本膠、鹿膠、パール膠（これら3種は牛から作られる。 Hide glue 鹿膠は名前としての名残であって現在は鹿から作られているわけではない）兎膠 （Rabbit-skin glue） 、魚膠などがある。截金では三千本膠や鹿膠が用いられることが多いようである。
三千本膠の使用方法は煮る前に水にひたし十分に水分を含ませておいて、ふやけた膠を湯煎でゆっくりと溶かす。電熱器にかける場合は50 - 70℃くらいの中火で、沸騰させないようにする。膠は高熱で溶かすと粘着力が落ちるので注意しなくてはならない。焦げつかないようにかき混ぜ、十分に溶けた後、ガーゼなどで濾せば完成。膠を溶く時の分量の目安は、水200 ccに対して10-15 gが適量であるが、その日の温度や湿度によって各自調節することが望ましい。冷蔵庫に入れれば4 - 5日は保存できる。腐敗した場合も粘着力が落ちるので使用してはいけない。

## 文様の種類
自然現象・植物・動物・日用品などを図案化し、規則正しく幾何学的に繰り返すことによって文様を表すことが多い。基本となる文様を応用し変形させたものや、それぞれを組み合わせたものなど様々なパターンがあり一概に決まっているわけではない。

### 自然現象

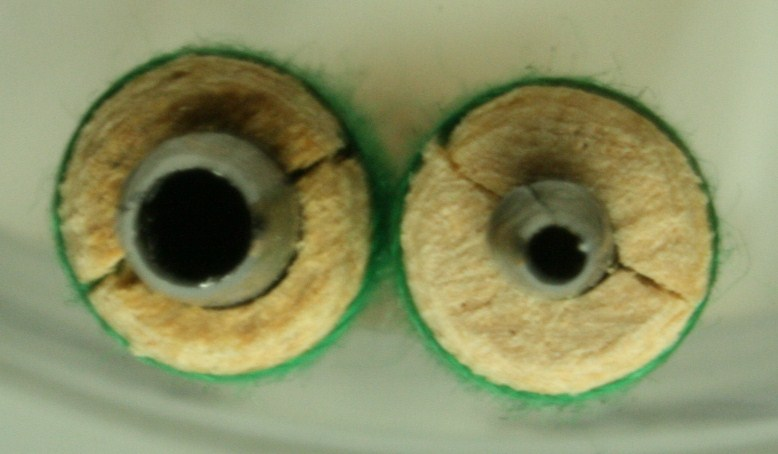
丸きりは丸い截箔を打ち抜くための道具

自然現象を図案化した文様
霰
青海波
立涌
波
日足
星
雷文

- 霰（あられ）

正方形や菱形の截箔を一つ一つもしくは四つほど集合させて、それらを霰を散らしたかのように複数箇所に施す文様
- 雲流（うんりゅう）

流れる雲を表現したもので、雲の輪郭を線で模る文様
- 青海波（せいがいは）

同心円の一部が扇状に重なり合った文様
- 立涌（たちわく、たてわく）

水蒸気が立ち昇る様子を表すともいわれ、波状の文様を相対的に合わせ、膨らみと窄みを繰り返す文様
文様の間に菱や丸形の截箔を施すことも多い
- 波（なみ）

複数の線を同調的に左右または上下にうねらせる文様
- 日足（ひあし）

太陽が放つ光を図案化したもので、細長い二等辺三角形の截箔を細い部分を中心に向けながら円状に施した文様
- 星（ほし）

現代になってから使用されるようになったもので、型抜きを使用して製作される丸い形の文様
平安・鎌倉時代は丸く似せようとした截箔は見られるが、角が少なからず目立ち完全な円形ではなかった
- 雷文（らいもん）

直線を何度も曲折させ渦や山のように似せた文様
- 自然現象を図案化した文様
- 霰
- 青海波
- 立涌
- 波
- 日足
- 星
- 雷文

### 植物

植物を図案化した文様
麻の葉
麻の葉（あさのは）
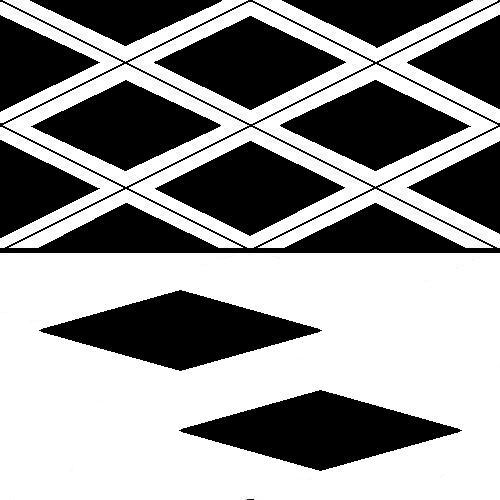
菱

麻の葉に似ることに由来し、正六角形の中に正三角形を六つ並べ、正三角形の中心と三つの頂点を結んだ文様
- 唐草（からくさ）

茎に見立てた曲線と草の葉に見立てた菱形の截箔を組み合わせ、蔓などの植物が絡み合う様子を表す文様
- 草花（くさばな）

花や葉の輪郭と葉脈を細い線状の截金で模る文様
- 団花（だんか）

複数の大きさの異なる四角、菱形、丸形などの形に切った截箔を一箇所に集合的に施して花を表現する文様
- 菱（ひし）

植物の葉に似ており、二方向の平行線を重ねるか、比較的太めの線を斜めに切れば製作できる文様
応用パターンとして平行線を複数本にしたり、中に菱形の截箔を施した入れ子菱、襷菱などがある
- 宝相華（ほうそうげ）

- 植物を図案化した文様
- 麻の葉
- 麻の葉（応用）
- 菱

### 動物
- 鱗（うろこ）

魚の鱗に似ることに由来し、三角形の截箔を素地の部分が同じ大きさの三角形になるよう互い違い並べた文様
- 亀甲（きっこう）

亀の甲羅に似ることに由来し、正六角形を幾何学的に繋いだ文様
応用パターンとして亀甲を三つ組み合わせた毘沙門天の甲冑に見られる毘沙門亀甲、入れ子状にした子持亀甲などがある
- 鳳凰（ほうおう）

中国の伝説上の鳥を図案化した文様

動物を図案化した文様
鱗
鱗（応用）
亀甲
子持亀甲
毘沙門亀甲

### 日用品
- 網目（あみめ）

漁業に使用される網を模った文様

日用品を図案化した文様
市松（いちまつ） / 甃（いしだたみ）
籠目
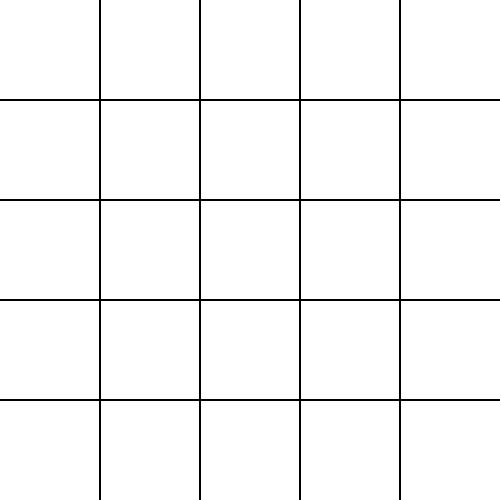
格子
格子（応用）
斜格子
算木
七宝
四ツ目七宝
卍
卍崩し
紗綾形

正方形の截箔を素地の部分も同じ大きさの正方形になるように互い違いに施した文様
- 籠目（かごめ）

竹で編んだ籠の網目を図案化したもので、六角形のそれぞれの辺に三角形が並んだ文様
- 格子（こうし）

縦横に一定の幅で線を描き格子状にした文様
応用パターンとして縦縞と横筋の本数や太さを変えたりしたものや、斜めにした斜格子文などがある
- 算木（さんぎ）

和算に用いられた計算用具を図案化した文様
- 七宝（しっぽう）

同じ大きさの円の円周を四分の一ずつ重ねて繋いだ文様、または四つの楕円を円形につなぎ合わせ、楕円の内径線が延長線上で再び円形になるよう互い違いに組み合わされた文様
応用パターンとして七宝の中に菱形や丸い截箔を施した花七宝や、格子文と組み合わせた四ツ目七宝などがある
- 分銅（ふんどう）

天秤で質量を測定するためのもので、曲線4本を互い違いに繋いで製作する文様
- 卍（まんじ）

古くから家紋や織物に見られたもので、梵語の卍を表現した文様
応用パターンとして卍繋ぎや卍崩し、卍を斜めに連ねた紗綾形文様などがある
- 瓔珞（ようらく）

インドの貴族が数珠や貴金属を編んで製作し身につけていた装身具を図案化した文様
現在では菩薩の首飾り、胸飾りとして仏画に用いられることが多い
- 日用品を図案化した文様
- 市松 / 甃
- 籠目
- 格子
- 格子（応用）
- 斜格子
- 算木
- 七宝
- 四ツ目七宝
- 卍
- 卍崩し
- 紗綾形

## 文様の制作過程

麻葉繋ぎ文様の制作過程
1
2
3
4
5
6
7
8

## 截金を用いた仏像

### 東京都
東京国立博物館
- 文殊菩薩立像/鎌倉時代[54]
- 十二神将立像 戌神/鎌倉時代/重文[55][56]

頭髪に線状の截金、胸甲に卍繋ぎ文様が施されている
- 十二神将立像 未神/鎌倉時代/重文[57][58]
- 十二神将立像 辰神/鎌倉時代/重文[59][60]
- 十二神将立像 巳神/鎌倉時代/重文[61][62]

頭髪に線状の截金、胸甲に籠目文様が施されている
- 菩薩立像/鎌倉時代/重文[63][64]

天衣に立涌文、裳に麻の葉文、また団花文、日足、唐草、蓮などの截金文様が施されている
- 文殊菩薩騎獅像および侍者立像/鎌倉時代/康円作/重文[65][66]
- 阿弥陀如来立像/鎌倉時代/永仙作/重文[67]
- 愛染明王坐像/鎌倉時代/重文[68]

世田谷山観音寺
- 不動明王及び八大童子立像/鎌倉時代/康円作/重文

### 神奈川県
覚園寺
- 地蔵堂/地蔵菩薩立像/鎌倉時代/重文

東慶寺
- 宝蔵/聖観音立像/南北朝時代/重文[69]

称名寺
- 金堂/弥勒菩薩立像/鎌倉時代/重文

仏像の胎内から截金に使用されたと思われる道具が見つかっており、現在県立金沢文庫に保管されている

### 千葉県
永興寺
- 釈迦如来立像/鎌倉時代/県指定文化財[70]

清涼寺式の仏像で、衣の胸と両肢上部あたりに二重の円と宝相華の文様が施されている
正覚院 (八千代市)
- 釈迦如来立像/鎌倉時代/県指定文化財[71]

清涼寺式の仏像で、亀甲や格子状の截金文様が施され、剥落も少なく保存状態が良い

### 山梨県
隆円寺
- 阿弥陀如来坐像/鎌倉時代/市指定文化財[72]

### 福井県
中山寺
- 馬頭観音菩薩坐像/鎌倉時代/重文[73]

### 滋賀県
石山寺
- 木造二天立像/平安時代/重文[74]

金箔の霰文・亀甲文・七宝文、銀箔の正方形の霰文が施され、さらに金箔と銀箔のあわせ箔が用いられる希少な仏像である
延暦寺
- 国宝殿/阿弥陀如来立像/鎌倉時代/安阿弥様/重文
- 横川中堂/聖観音菩薩立像/平安時代/横川中堂本尊/重文[75]
- 国宝殿/不動明王立像/鎌倉時代/重文

園城寺
- 新羅善神堂/新羅明神坐像/平安時代/秘仏/国宝[76]
- 十一面観音立像/平安時代/重文[77]
- 不動明王坐像/平安時代/盛忠作/重文[78]
- 訶梨帝母倚像/鎌倉時代/重文[79]

聖衆来迎寺
- 客殿/日光菩薩月光菩薩立像/室町時代・重文

百済寺
- 如意輪観音座像/室町時代[80]

明王院
- 不動明王・毘沙門天立像/平安時代/重文

### 京都府
岩船寺
- 本堂/普賢菩薩騎象像/平安時代/重文[81]

鞍馬寺
- 霊宝殿/聖観音菩薩立像/鎌倉時代/肥後別当定慶作/重文[82]

広隆寺
- 講堂/地蔵菩薩坐像/脇侍/平安時代/伝道昌作/重文
- 講堂/虚空蔵菩薩坐像/平安時代/伝道昌作/重文
- 霊宝殿/蔵王権現立像/平安時代/重文

正覚院
- 観音堂/毘沙門天立像/鎌倉時代/府指定文化財

甲の前楯に麻の葉繋ぎ文が施され、金泥盛り上げ彩色や銅製金具などと相まって鎌倉後期の趣向がよく現れている
聖護院
- 本堂/不動明王立像/平安時代/重文

浄瑠璃寺
- 本堂/不動明王及び二童子立像/寄木造/鎌倉時代/重文
- 本堂/四天王立像（現在は持国天・増長天のみ安置）/寄木造/平安時代/国宝

四体とも頭髪部や衣装は同じ形式をとっており、各所に赤・緑・金色の極彩色と截金文様が施され保存状態も良い
神護寺
- 毘沙門堂/毘沙門天立像/平安時代 重文

清凉寺
- 本堂/釈迦如来立像/平安時代/国宝[83]

髪型・印相・衣相やその他技法に大きな特徴があり、清凉寺式釈迦如来像の祖形として知られている。蓮花や流水の截金文様が残され、襞の頂にも線状の截金が施されている。
大覚寺
- 五大明王/檜寄木造/明円作/重文

醍醐寺
- 三宝院/弥勒菩薩坐像/鎌倉時代/快慶作/金泥塗の古例/重文

大報恩寺
- 十大弟子立像/鎌倉時代/快慶作/重文

東寺
- 観音菩薩・梵天・帝釈天立像(二間観音)/鎌倉時代/重文

髪、眉、目、唇、髭に僅かに彩色を施し、衣の部分の素地上には全体に亘り立涌、麻の葉、斜格子、鱗、唐草、亀甲、四ツ目七宝、団花などの截金文様が施され華やかな風合いを放っている。厨子の中で保管されていたため保存状態が良好で、剥落が殆ど見られない。
- 御影堂/不動明王坐像/平安時代/秘仏/国宝

仁和寺
- 霊明殿/薬師如来坐像/平安時代/円勢・長円作/国宝/秘仏

本体像高11cmの白檀材の小像で、光背に脇侍の日光・月光菩薩像と七仏薬師像、台座に眷属の十二神将像を表す。薬師像の衣、光背、台座等には素地仕上げの上に四ツ目七宝繋ぎ文や立涌文などの截金文様が施される。長年秘仏であったため、制作当初の截金がよく残る。
- 霊宝館/愛染明王坐像/檜木造/平安時代/重文

平等院
- 鳳翔館/十一面観音菩薩立像/平安時代/観音堂本尊/重文

峰定寺
- 千手観音菩薩坐像/桜木造/平安時代/重文

天衣・条帛・裳などの着衣全面に立涌、七宝、亀甲の文様が、反花・蛤座には霰の文様が、框には七宝繋ぎの文様が施され、荘厳具や意匠と相まって藤原末期の典型的な仏像といえる
- 本堂/不動明王及び二童子立像・毘沙門天立像/平安時代/重文

不動明王の墨流し文様、矜羯羅童子像の草喰鳥、制多迦童子像の枝花など希少な文様が見られる
法界寺
- 十二神将立像/鎌倉時代/重文

法金剛院
- 十一面観音菩薩坐像/鎌倉時代/院統・院吉等作/重文

三室戸寺
- 宝物館/釈迦如来立像/平安時代/重文

妙法院
- 蓮華王院本堂（三十三間堂）/二十八部衆立像/寄木造/鎌倉時代/国宝

鹿苑寺
- 一層/三代将軍足利義満像/昭和時代/松久宗琳・松久真や作
- 二層/岩屋観音像/四天王像/昭和時代/松久宗琳作/松久真や作

六波羅蜜寺
- 宝物館/地蔵菩薩立像/平安時代/鬘掛地蔵/重文
- 宝物館/地蔵菩薩坐像/平安時代/夢見地蔵/伝運慶作/重文

### 奈良県
奈良国立博物館
- 獅子/平安～鎌倉時代[84]

本来は文殊菩薩を乗せていたであろう獅子で、毛に緑青の彩色と線状の截金を施している
- 十一面観音立像/鎌倉時代[85]
- 地蔵菩薩立像/鎌倉時代[86][87]
- 如意輪観音坐像/鎌倉時代[88]

衣に斜格子や草花文、裳には麻の葉や団花文が施されている
- 愛染明王坐像/鎌倉時代/重文[89]

秋篠寺
- 大元堂/大元帥明王/鎌倉時代/重文

頭髪に線状の截金が見られるが剥落している部分が多い
安倍文殊院
- 文殊五尊像/鎌倉時代/快慶作/重文

栄山寺
- 十二神将立像/室町時代/重文

圓證寺（生駒市）
- 釈迦如来坐像/寄木造/鎌倉時代

施無畏印・与願印を結び結跏趺坐し、肉身は金泥を塗り、衣は卍繋ぎや七宝繋ぎ、麻の葉繋ぎ等の截金文様が施されている
興福寺
- 東金堂/四天王立像/檜一木造/平安時代/国宝
- 東金堂/十二神将立像/檜寄木造/鎌倉時代/衆阿弥等作/国宝
- 中金堂/四天王立像/寄木造/鎌倉時代/伝康慶作/重文
- 国宝館/十二神将立像/板彫像平安時代/国宝

西大寺
- 本堂/釈迦如来立像/鎌倉時代/清凉寺式/善慶等作/重文
- 本堂/文殊五尊像/鎌倉時代/重文
- 愛染堂/愛染明王坐像/檜木造/鎌倉時代/善円作/重文

頭髪に線状の、衣には立涌の截金が施されている
正暦寺
- 孔雀明王坐像/鎌倉時代/奈良県指定文化財

長弓寺
- 本堂/十一面観音菩薩立像/平安時代/重文

唐招提寺
- 礼堂/釈迦如来立像/鎌倉時代/清凉寺式/重文/秘仏

東大寺
- 俊乗堂/阿弥陀如来立像/鎌倉時代/安阿弥様/快慶作/重文

快慶が「巧匠安阿弥陀仏」時代に製作した仏像であり七宝繋ぎ文、四ッ目亀甲、二重斜格子文、籠目などの繊細な截金文様が美しく施されている
- 法華堂/日光菩薩月光菩薩立像/奈良時代/国宝
- 勧進所公慶堂/地蔵菩薩立像/鎌倉時代/快慶作/重文

快慶が法橋時代に製作した仏像であり、秀麗な面相と流れるような美しい曲線を描く衣が特徴。白い雲と純白の蓮華座が目を引き、截金文様も綺麗に残されている
如意輪寺
- 蔵王権現立像/鎌倉時代/源慶作/重文

般若寺
- 文殊菩薩騎獅像/鎌倉時代/康俊・康成等作/重文

白毫寺
- 地蔵菩薩立像/鎌倉時代/重文

不退寺
- 五大明王像（不動明王、降三世明王、大威徳明王、軍荼利明王、金剛夜叉明王）/平安時代 重文

宝山寺
- 本堂/不動明王立像/江戸時代
- 仏眼仏母尊像/江戸時代

雷文、渦文、波文、唐草文、飛ばし子持亀甲文、籠目文、斜格子文、飛ばし七宝文、卍文、卍繋ぎの一種の紗綾形文など多種多様な截金文様が施されており、保存状態も極めて良い状態で残されている。また銀箔の截金が使用されている
法隆寺
- 大宝蔵院/如意輪観音菩薩坐像/一木造/唐の時代/重文
- 伝法堂/梵天帝釈天立像/平安時代/非公開/重文
- 金堂/毘沙門天・吉祥天立像/平安時代/国宝
- 金堂/四天王立像/飛鳥時代/日本最古/山口大口費等作/国宝
- 上御堂/四天王立像/室町時代/重文
- 聖霊院/聖徳太子・山背大兄王・殖栗王・卒末呂王・恵慈法師坐像/平安時代/国宝

### 大阪府
観心寺
- 霊宝館/愛染明王坐像/鎌倉時代/重文[90]

孝恩寺
- 宝物殿/文殊菩薩立像/平安時代/重文[91]
- 宝物殿/難陀龍王立像/平安時代/重文[92]

### 和歌山県
金剛三昧院
- 金剛三昧院　多宝塔　五智如来坐像多宝塔/五智如来坐像/鎌倉時代/秘仏/重文

金剛峯寺
- 霊宝館/不動明王立像/平安時代/重文[93]

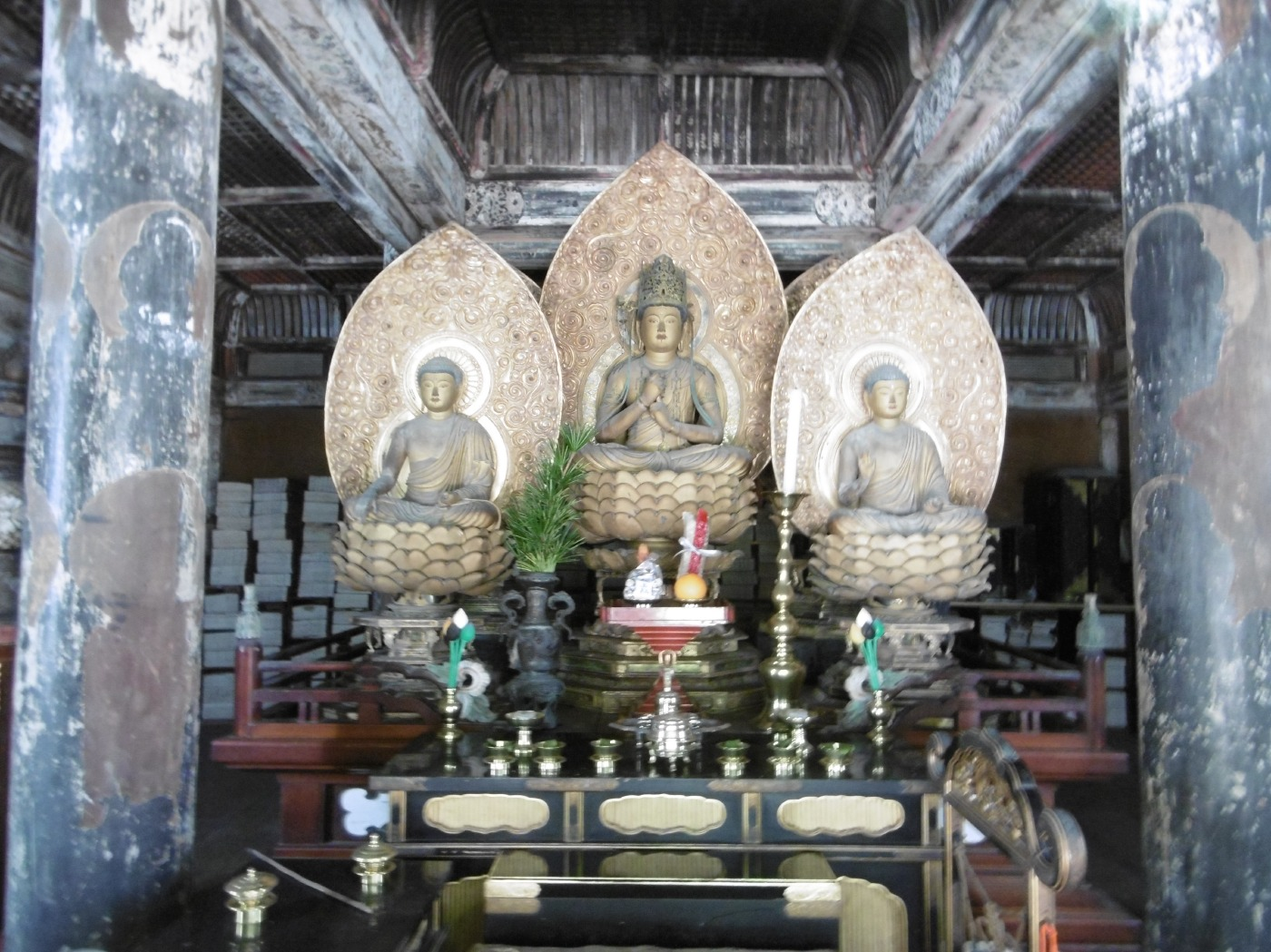
金剛三昧院　多宝塔　五智如来坐像

- 霊宝館/孔雀明王坐像/鎌倉時代/快慶作/重文[94]

光台院
- 阿弥陀三尊立像/鎌倉時代/快慶作/重文[95]

常喜院
- 地蔵菩薩坐像/鎌倉時代/院修等作

## 截金を用いた仏画
東京国立博物館所蔵
- 准胝観音像/平安時代/重文[96][97]

除災・求児などのために修される密教の准胝法の本尊が中央に座し、周囲に四天王が描かれている
- 千手観音像/平安時代/国宝[98][99]

本面および頂上仏面以外に11小面と左右各21大手をとる像の左右に功徳天・婆藪仙が描かれている
- 虚空蔵菩薩像/平安時代/国宝[100][101]

密教の虚空蔵法の本尊が淡い色調で彩色され、銀泥と銀箔の截金で荘厳されている
- 孔雀明王像/平安時代/国宝[102][103]

毒蛇や害虫を食べる孔雀を神格化した四臂の菩薩相をとる明王が華麗な彩色と繊細な截金文様で描かれている
京都国立博物館所蔵
- 釈迦金棺出現図/平安時代/国宝[104]

釈迦が棺の蓋を開け説法を行う様子と摩耶との対面を描いている
- 十二天像/平安時代/国宝[105]

火天、水天、羅刹天、風天、伊舎那天、閻魔天、帝釈天、毘沙門天、梵天、地天、日天、月天の十二天
七宝繋ぎ、卍繋ぎ、立涌、斜格子などの截金文様が施されている
奈良国立博物館所蔵
- 一字金輪曼荼羅/平安時代/重文[106]

火炎光背を負う大日金輪が獅子座上に智拳印を表して坐す様子が描かれ、装身具には截箔が使用されている
- 大仏頂曼荼羅/平安時代/重文[107]

中央須弥山上に日輪を負い趺坐する一字金輪（大日金輪）が描かれ、着衣には七宝繋ぎ文、立涌、甃文など精緻な截金文様が施されている。また釈迦金輪には仏画には稀な銀箔を使用した截金を用いるなど装飾性に特徴がある
- 千手観音像/鎌倉時代/重文[108]

岩座上蓮華座に坐す金身の四十二臂十一面の千手観音が自然景と融合しつつ描かれている
- 如意輪観音像/鎌倉時代/重文[109]

截金線を多用した蓮華座に右膝を立てて坐し、像の全体を金泥で暈された大きな月輪光が包むように描かれている
着衣や装身具も華やかに彩色されており、その上に立涌、格子、卍繋などの細緻な截金文様が置かれ荘厳されている
- 十一面観音像/平安時代/国宝[110]

宝壇の上の白蓮華座に坐し、右手は与願印を表しその手首に数珠をかけ、左手は胸前で紅蓮華をさした水瓶を持している
- 普賢菩薩像/平安時代/重文[111]

全体を淡い色彩で描かれ、截金の曲線で衣を表し、さらに金銀の切箔を連ねた瓔珞を全身に纏っている
- 阿弥陀浄土曼荼羅/平安時代/重文[112]

全体が暖色系の彩色が、肉身線は濃い朱線で描かれ、装身具に截箔が施されている
- 地蔵菩薩像/鎌倉時代/重文[113]

山水中に坐する姿が描かれており、着衣に緻密な截金が施されている
京都・神護寺蔵
- 釈迦如来像/平安時代/国宝[114]

釈迦が単独で結跏趺坐する様子を描き、着衣には七宝繋ぎの截金文様が見える
和歌山・龍光院蔵
- 伝船中湧現観音像[115]

弘法大師（空海）の乗船した遣唐使船が嵐に見舞われたとき、船中に湧き現れた観音を描いたものと伝えられる。立涌文、四ツ目七宝文、卍崩し文などの截金文様の上にさらに金色で彩色されている希少な仏画
アメリカ合衆国・ボストン美術館蔵
- 馬頭観音像/平安時代/12世紀中頃[116]
- 普賢延命菩薩像/平安時代/12世紀中頃[117]
- 如意輪観音菩薩像/平安時代/12世紀中頃[118]

フランス共和国・ギメ美術館蔵
- 虎を連れた行脚僧像/唐・9世紀[119][120]
- 二体の僧形を従えた薬師如来像/唐・9世紀後半[121]
- 救世観音菩薩坐像と眷属/五代・10世紀後半

東京国立博物館所蔵　千手観音像
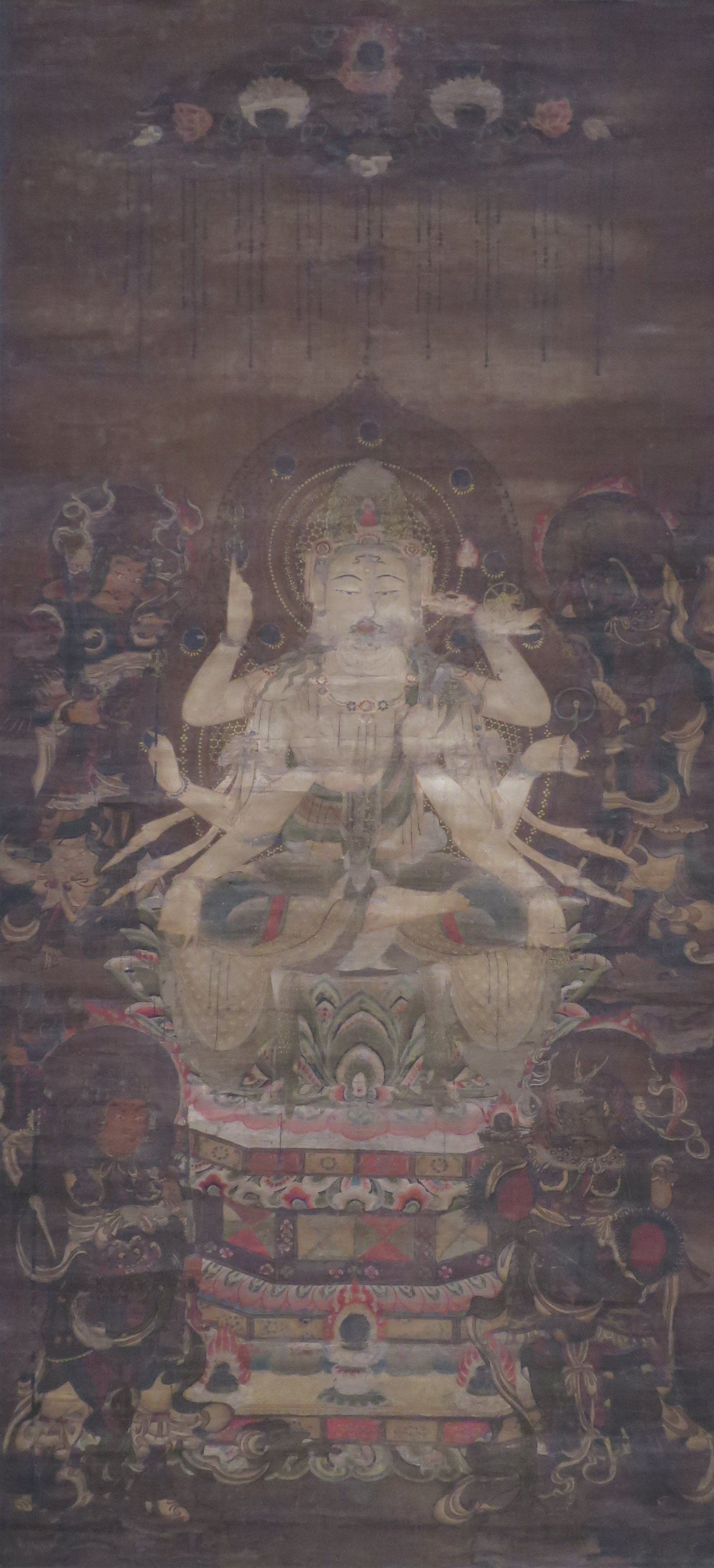
東京国立博物館所蔵　准胝観音像
東京国立博物館所蔵　虚空蔵菩薩像
東京国立博物館所蔵　孔雀明王像
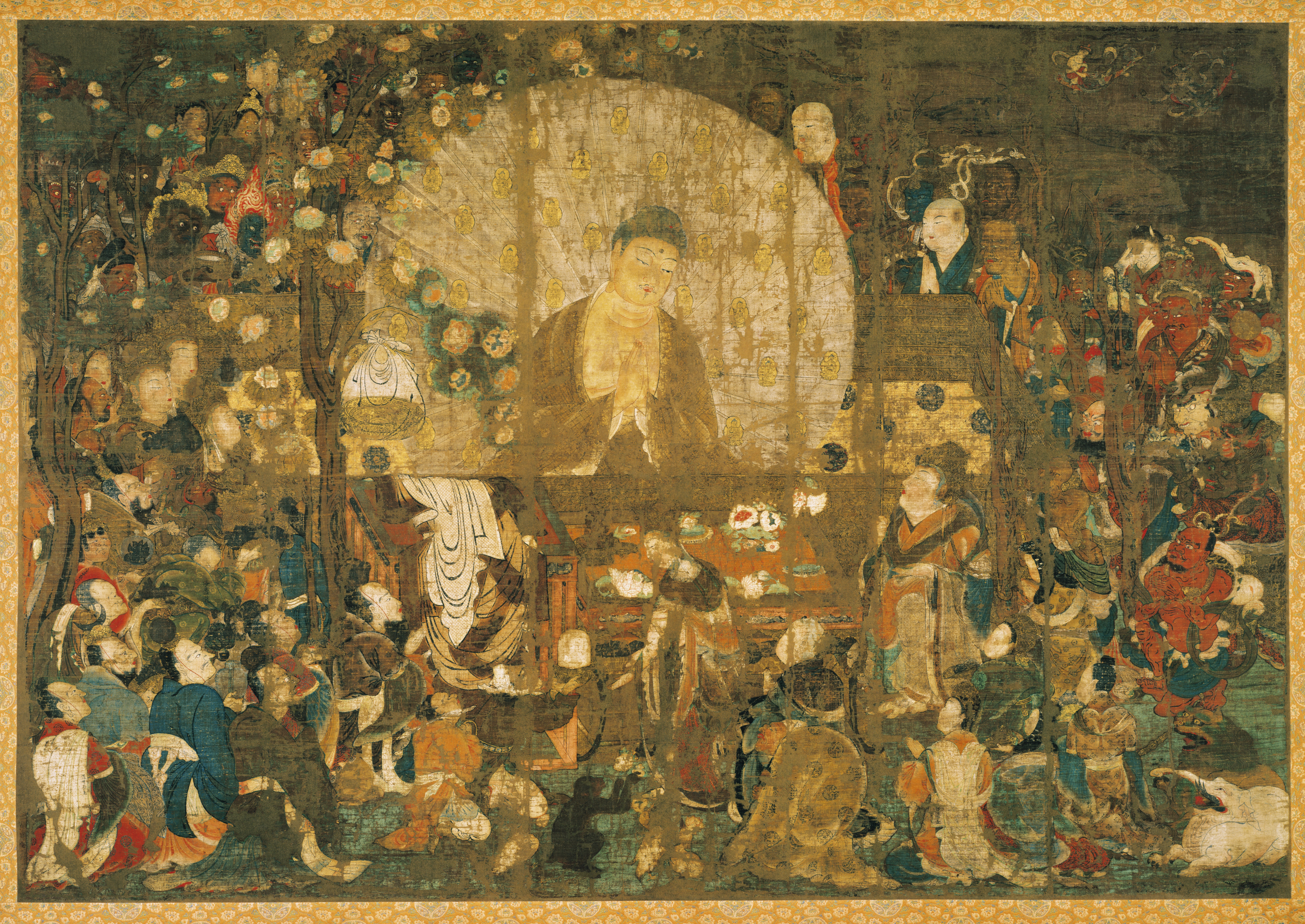
京都国立博物館所蔵　釈迦金棺出現図
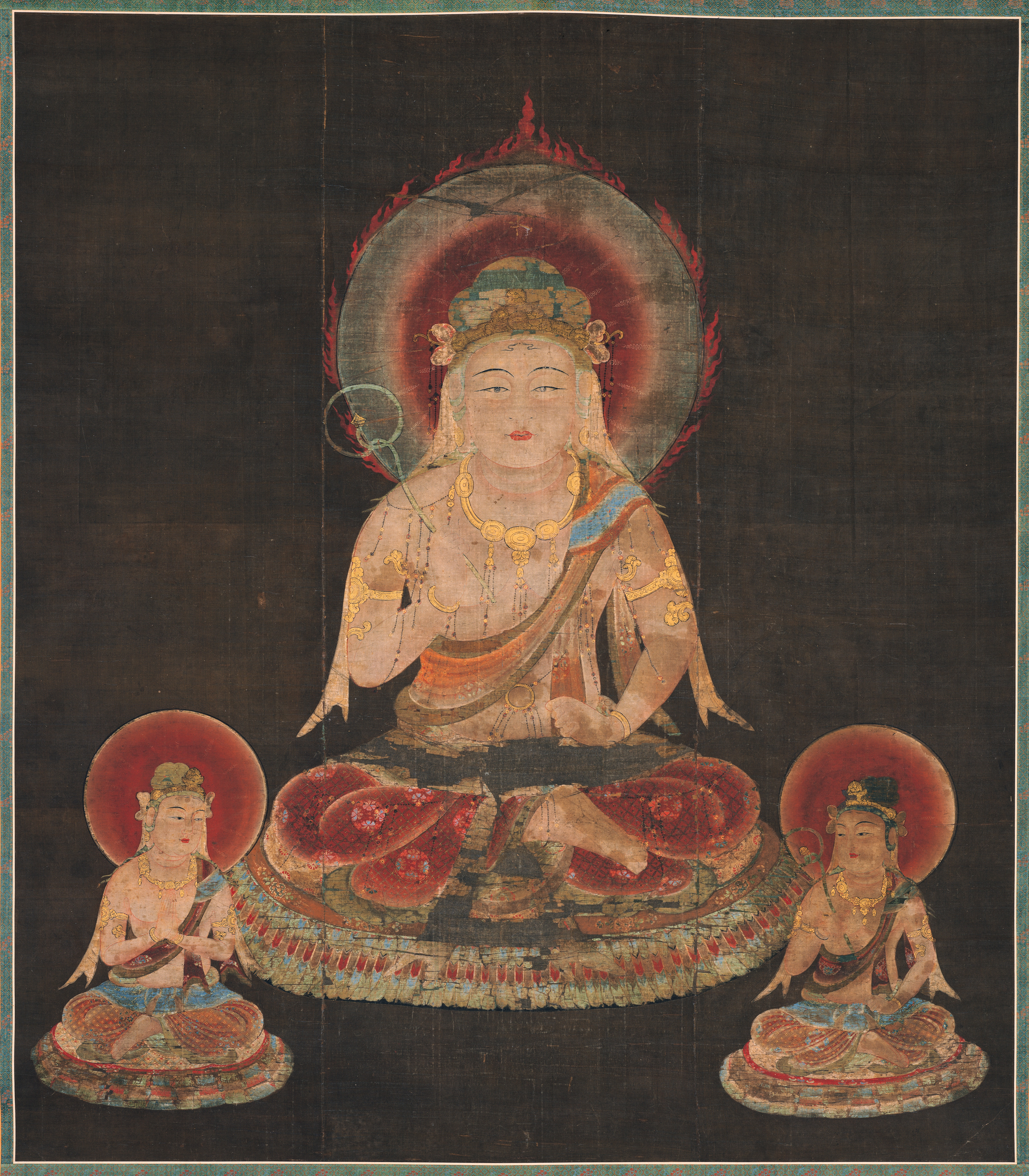
京都国立博物館所蔵　十二天像のうち水天
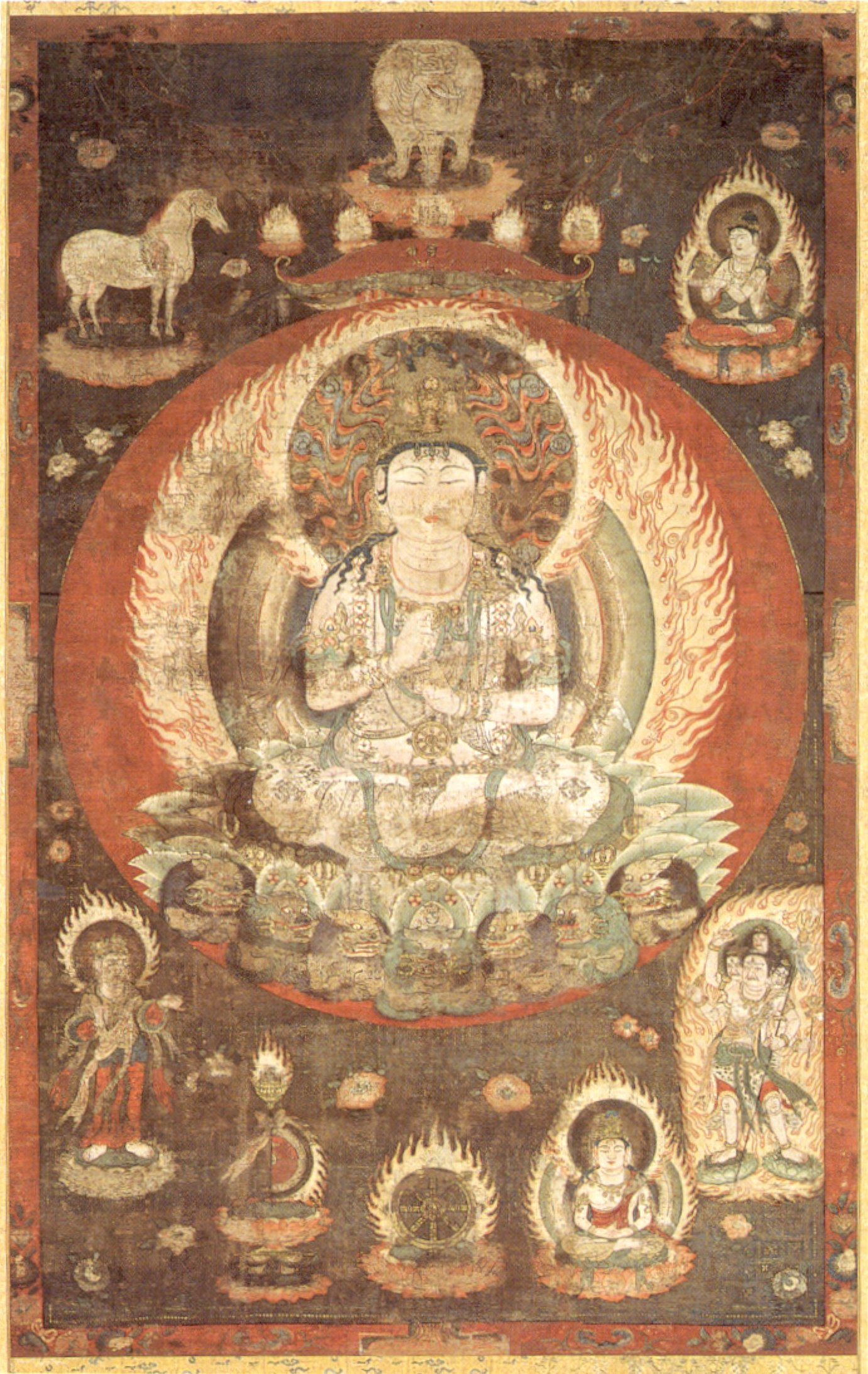
奈良国立博物館所蔵　一字金輪曼荼羅
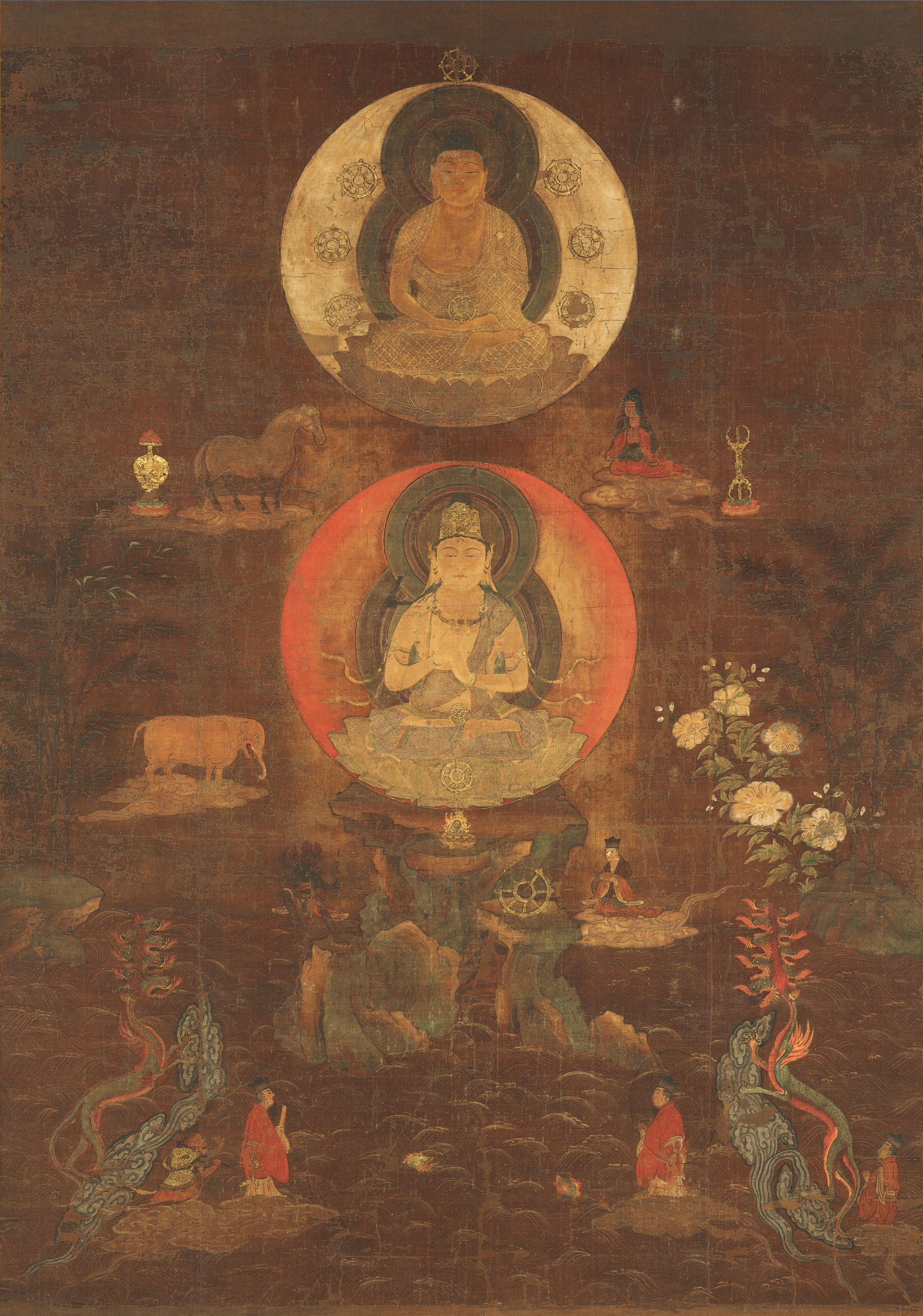
奈良国立博物館所蔵　大仏頂曼荼羅
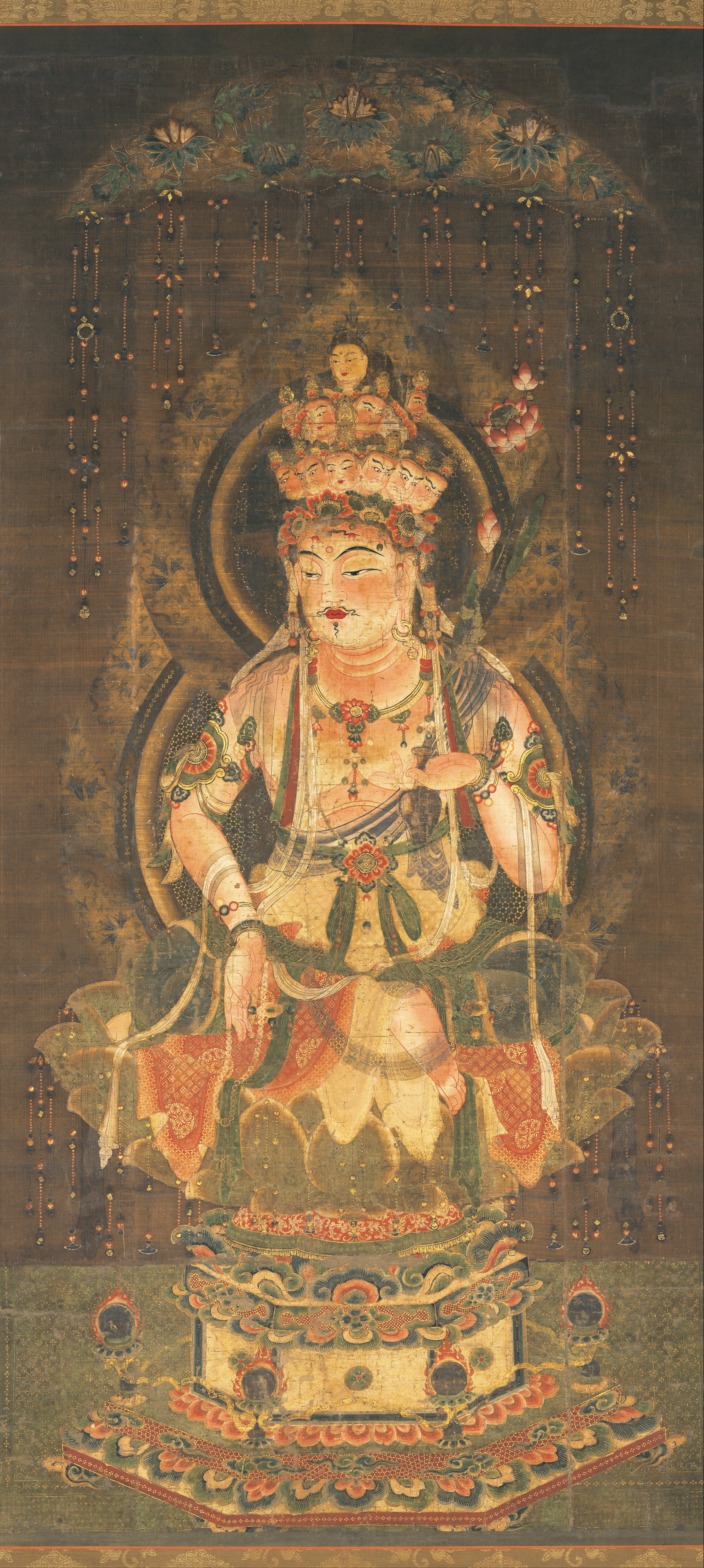
奈良国立博物館所蔵　十一面観音像
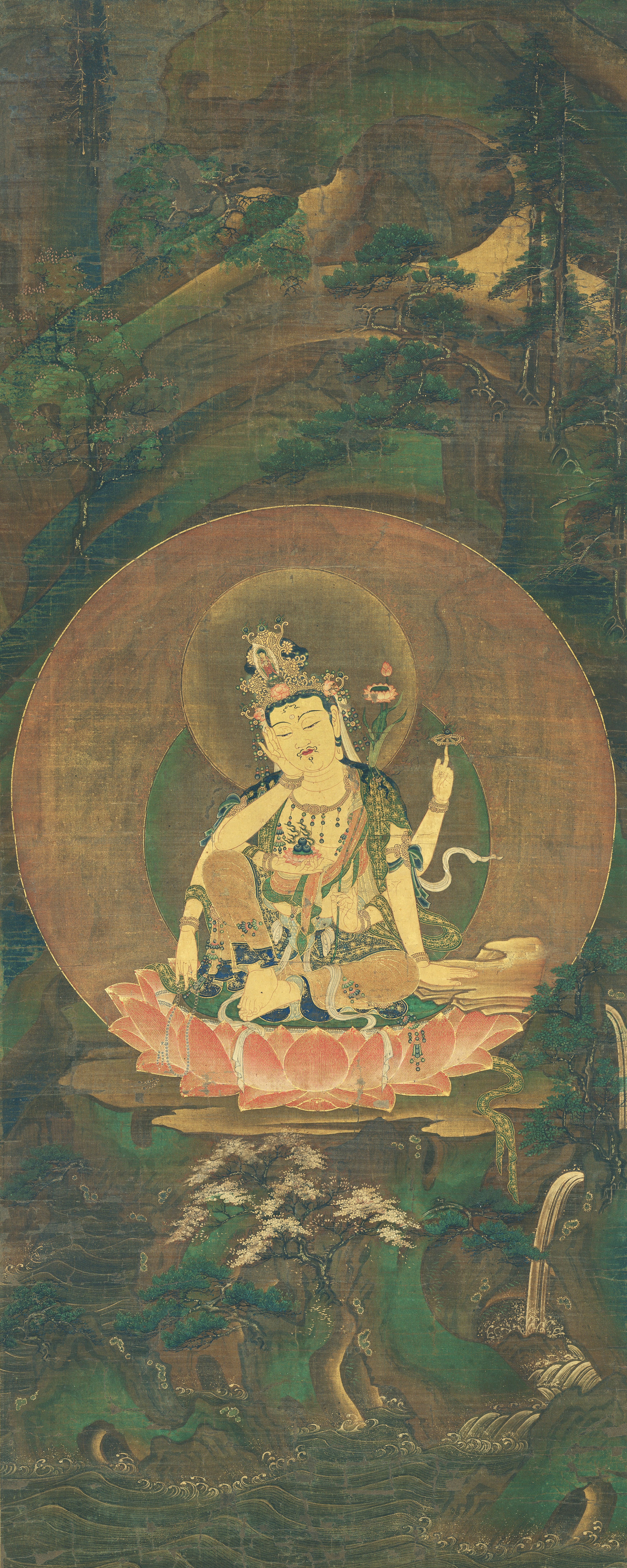
奈良国立博物館所蔵　如意輪観音像
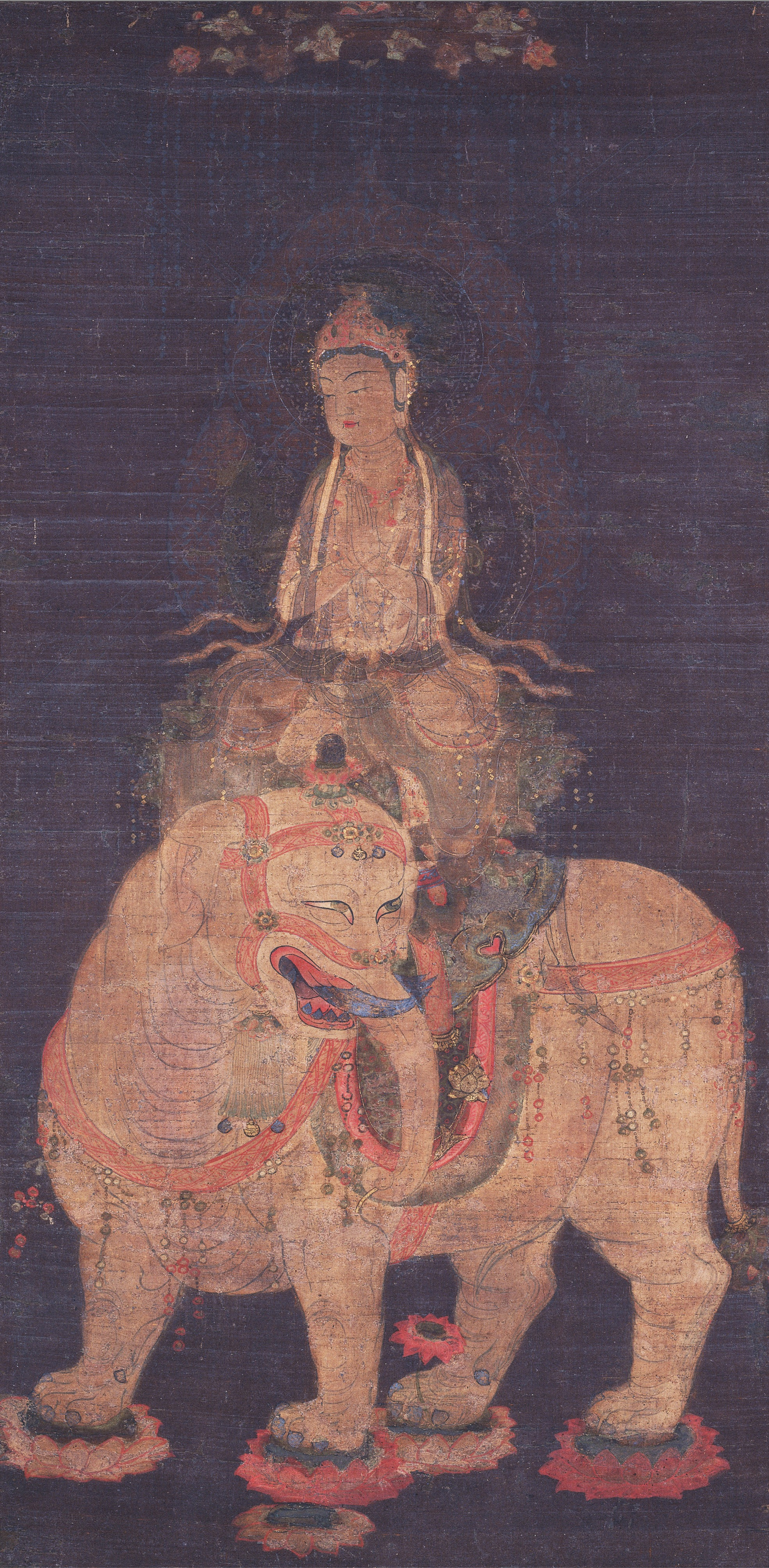
奈良国立博物館所蔵　普賢菩薩像
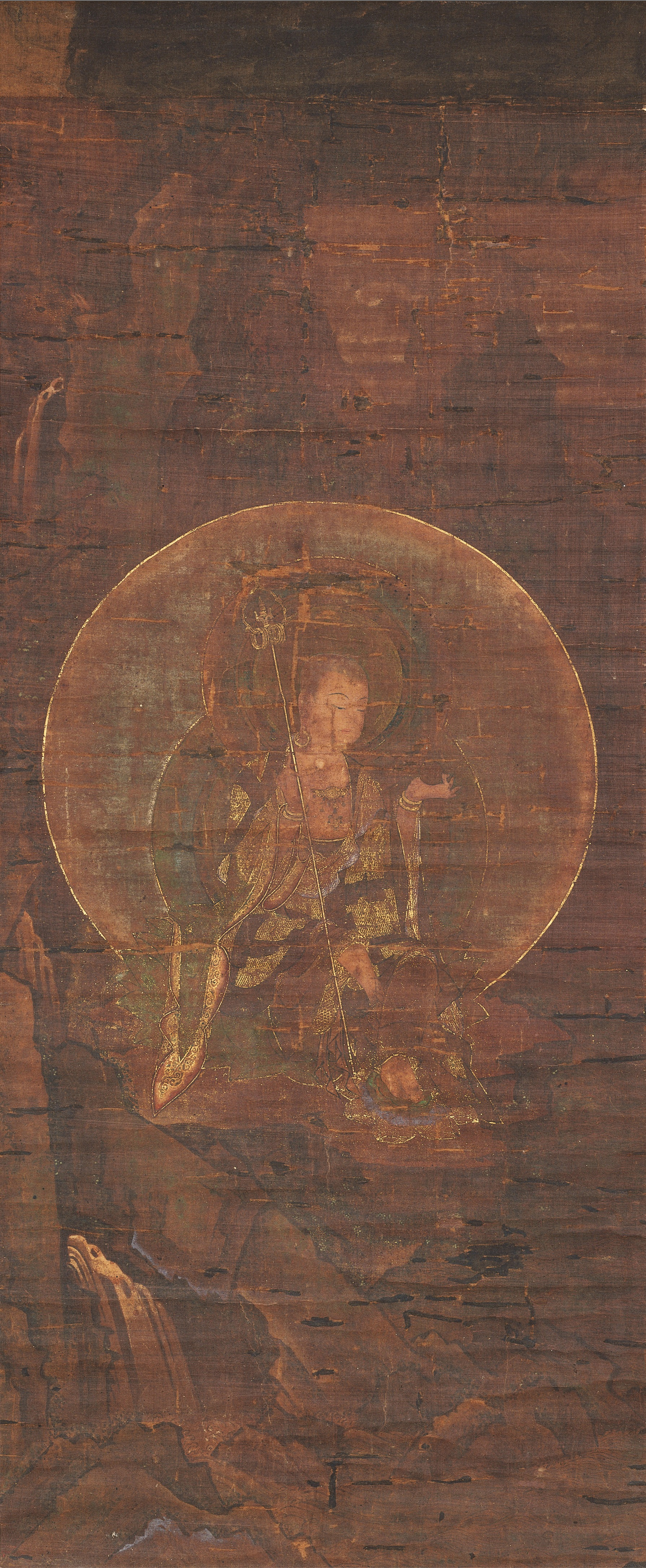
奈良国立博物館所蔵　地蔵菩薩像
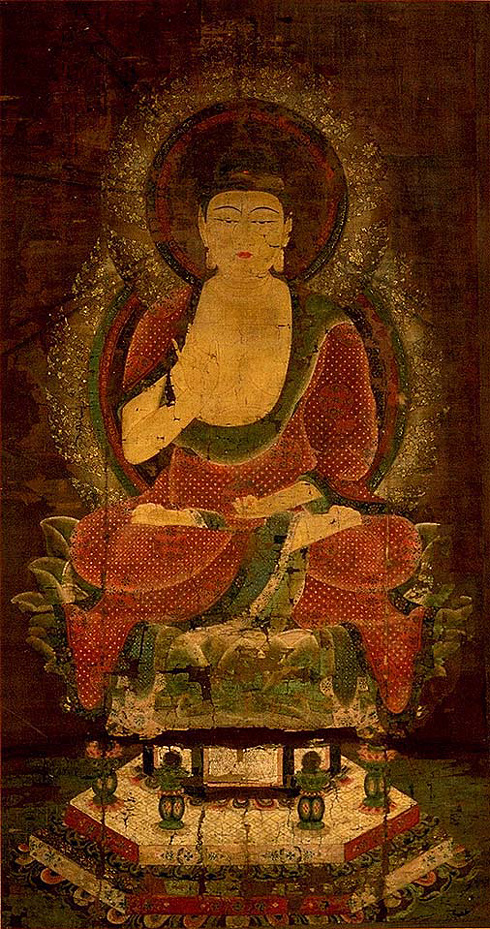
京都・神護寺所蔵　釈迦如来像
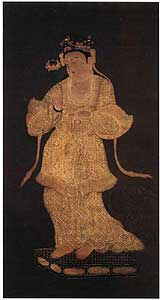
和歌山・龍光院所蔵　伝船中湧現観音像
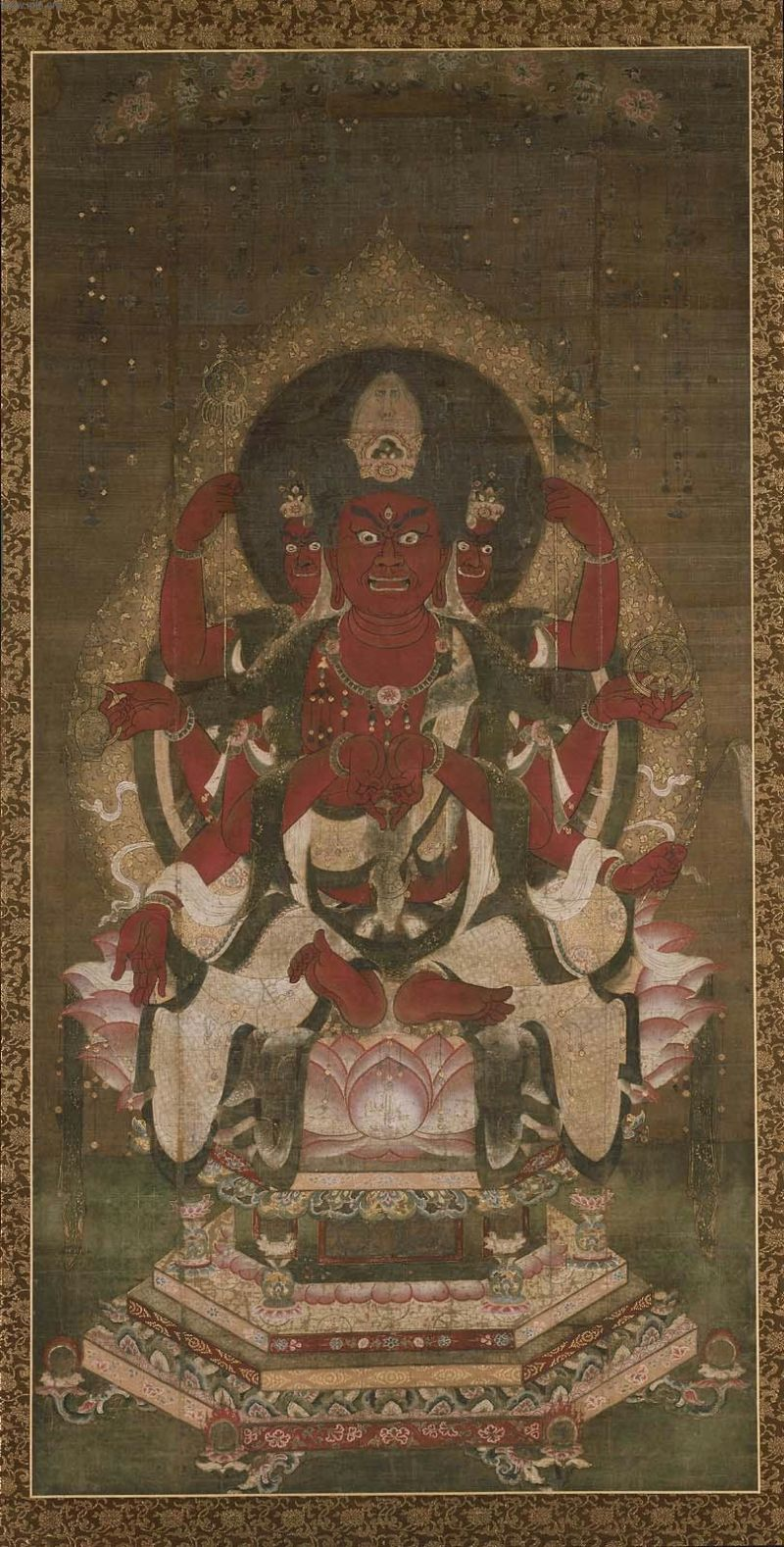
ボストン美術館所蔵　馬頭観音像
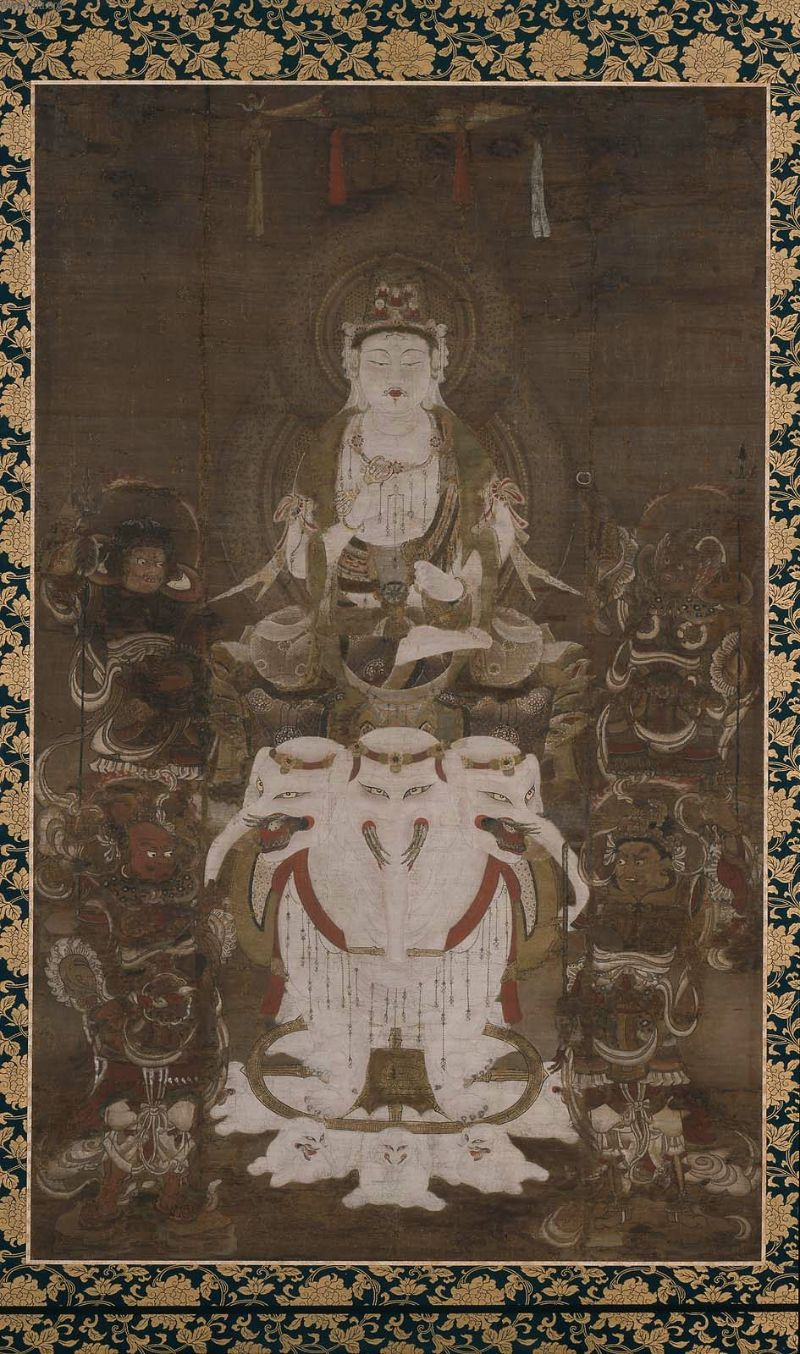
ボストン美術館所蔵　普賢延命菩薩像

## 重要無形文化財保持者（人間国宝）
これまでに重要無形文化財保持者の認定を受けたのは以下の3名である。
- 1981年認定 齋田梅亭（さいた ばいてい 1900年4月6日 - 1981年6月1日）
- 1985年認定 西出大三（にしで だいぞう 1913年6月7日 - 1995年7月8日）
- 2002年認定 江里佐代子（えり さよこ 1945年7月19日 - 2007年10月3日）